# Genua

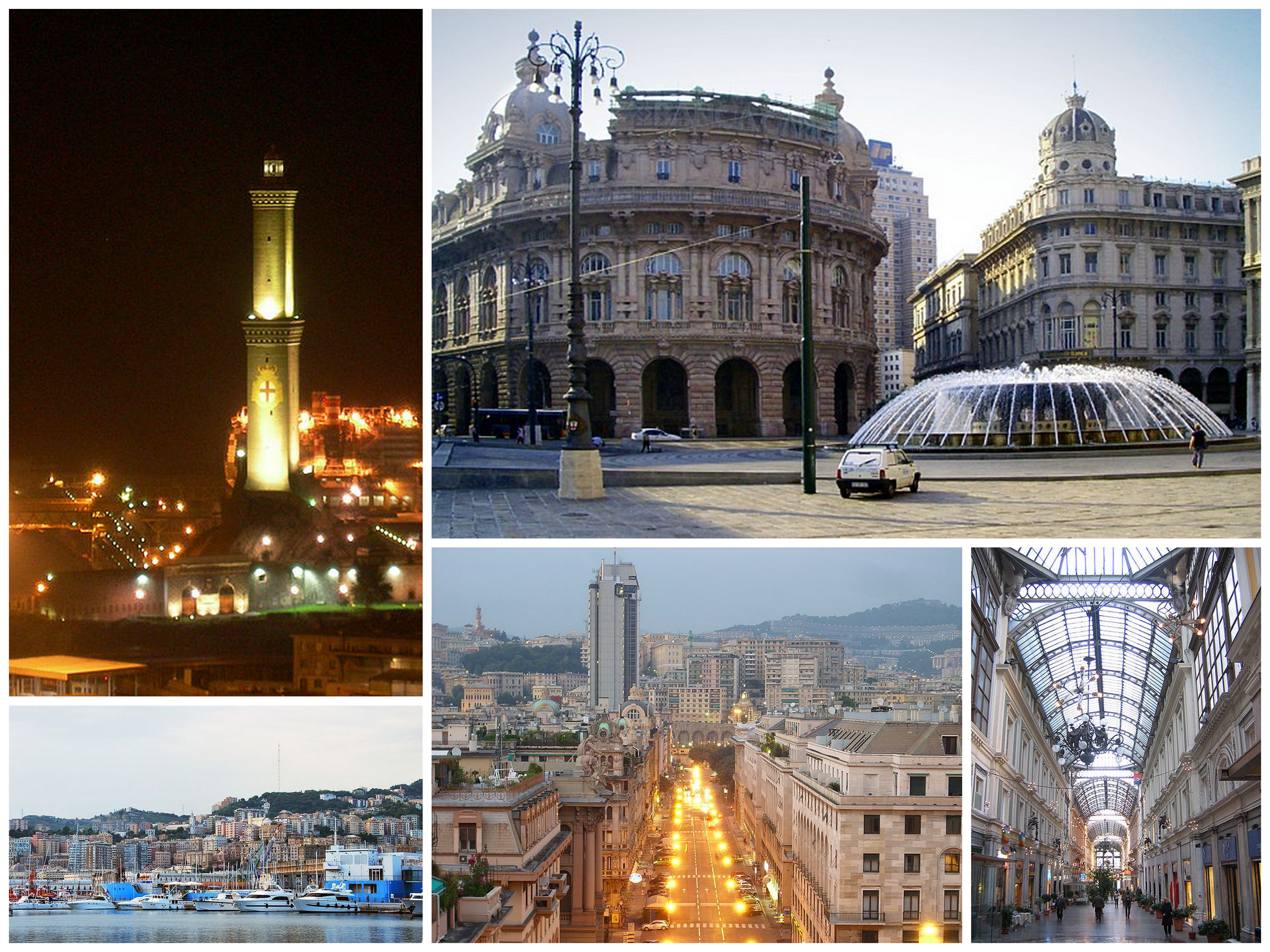
Oben: Lanterna di Genova und Piazza De Ferrari.
Unten: Porto Antico, Via Brigata Liguria und Galleria Mazzini.

Genua (italienisch Genova [ˈdʒɛːnova], ligurisch Zêna [ˈzeːna]) ist eine italienische Stadt und die Hauptstadt der Region Ligurien. Das im Nordwesten des Landes am Ligurischen Meer gelegene ehemalige Zentrum der im Mittelalter bedeutenden Republik Genua ist heute Verwaltungssitz einer gleichnamigen Metropolitanstadt.
Die Stadt ist mit circa 575.000 Einwohnern die sechstgrößte Italiens. In der Agglomeration hat Genua rund 800.000 Einwohner und 1,5 Millionen in der Metropolregion.
Die Prachtstraßen Le Strade Nuove mit den Renaissance- und Barockbauten der Palazzi dei Rolli im Zentrum der Altstadt wurden im Jahre 2006 von der UNESCO zum Welterbe erklärt.

## Geographie

### Lage

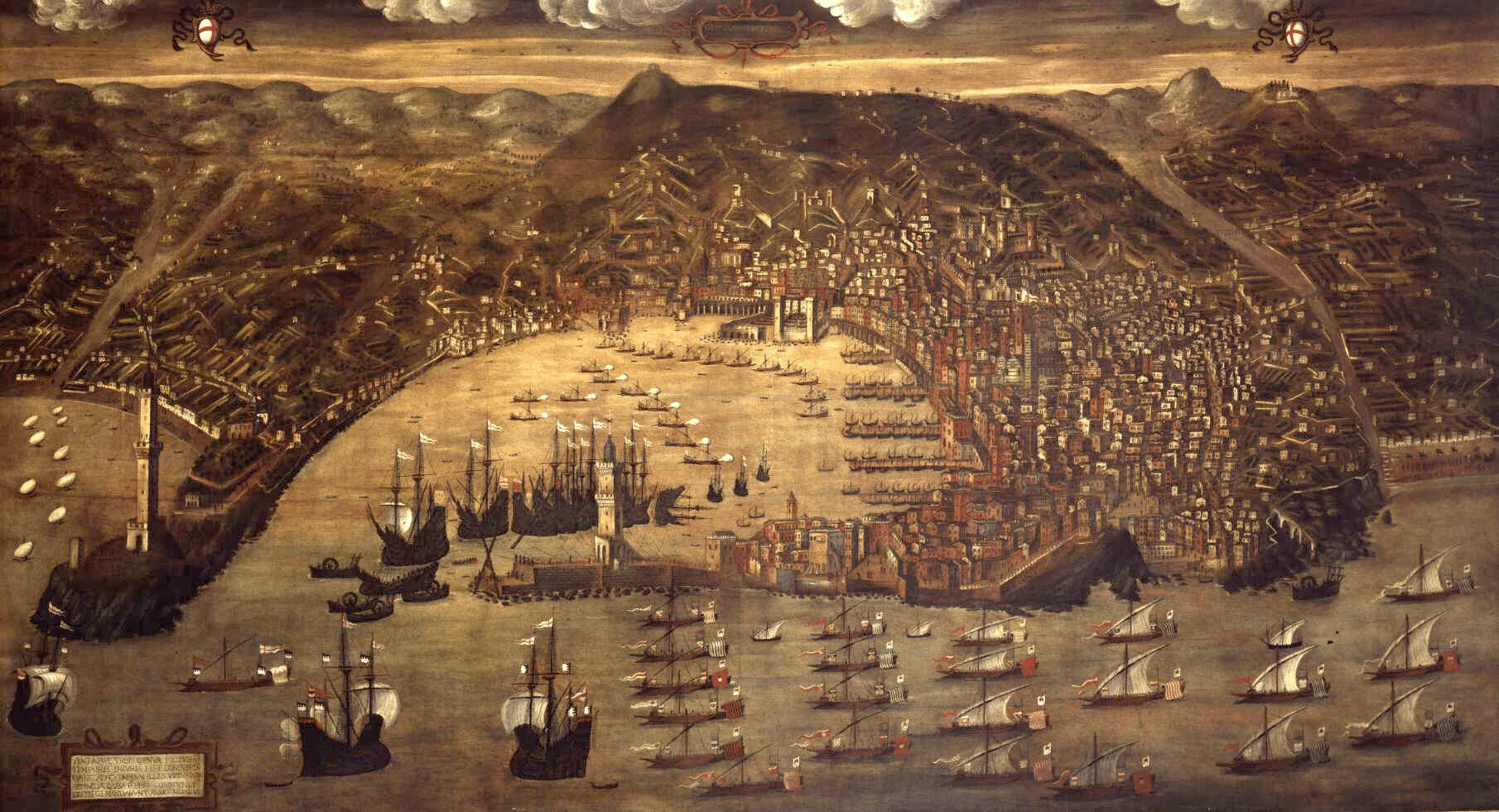
Ansicht Genuas Ende des 15. Jh.

In der Bucht von Genua steigt das Gebirge des Apennin landeinwärts steil an und legt damit die gesamte Charakteristik der Stadt fest. Genua ist aufgrund seiner Lage eine fast ausschließlich dem Meer zugewandte Stadt. Deutlich wird dies beispielsweise bei einer Zugfahrt von Mailand nach Genua: Nach minutenlangen Fahrten durch stockdunkle Tunnel erscheinen unvermittelt das Mittelmeer und die Stadt.
In Genua wird die Trennung zwischen dem extrem dicht besiedelten, oft planlos verbauten Küstenstreifen und dem dörflich geprägten, von zunehmender Abwanderung betroffenen, strukturarmen Hinterland, die ganz Ligurien prägt, besonders deutlich. Noch heute kann aufgrund dieser Gegensätze die Verbundenheit der Genuesen mit weit entfernten Hafenstädten im gesamten Mittelmeerraum größer sein als mit einem geographisch zwar nur wenige Kilometer entfernten, in Tradition und Mentalität aber sehr verschiedenen Bergdörfchen im Apennin.
Geographisch gesehen bildet Genua genau die Mitte der italienischen Region Ligurien. Die sich etwa 35 km an der Mittelmeerküste entlangziehende Stadt geht in südöstlicher Richtung in die sogenannte Riviera di Levante (bis La Spezia), in südwestlicher Richtung in die Riviera di Ponente (bis Ventimiglia) über.
In Genua ist es üblich, regionale Ortsangaben hauptsächlich mit den Richtungen Levante (also südöstlich von Genua) beziehungsweise mit Ponente (westlich von Genua) anzugeben.
Genua bekam in der italienischen Sprache oft den Zusatz la superba oder la dominante.

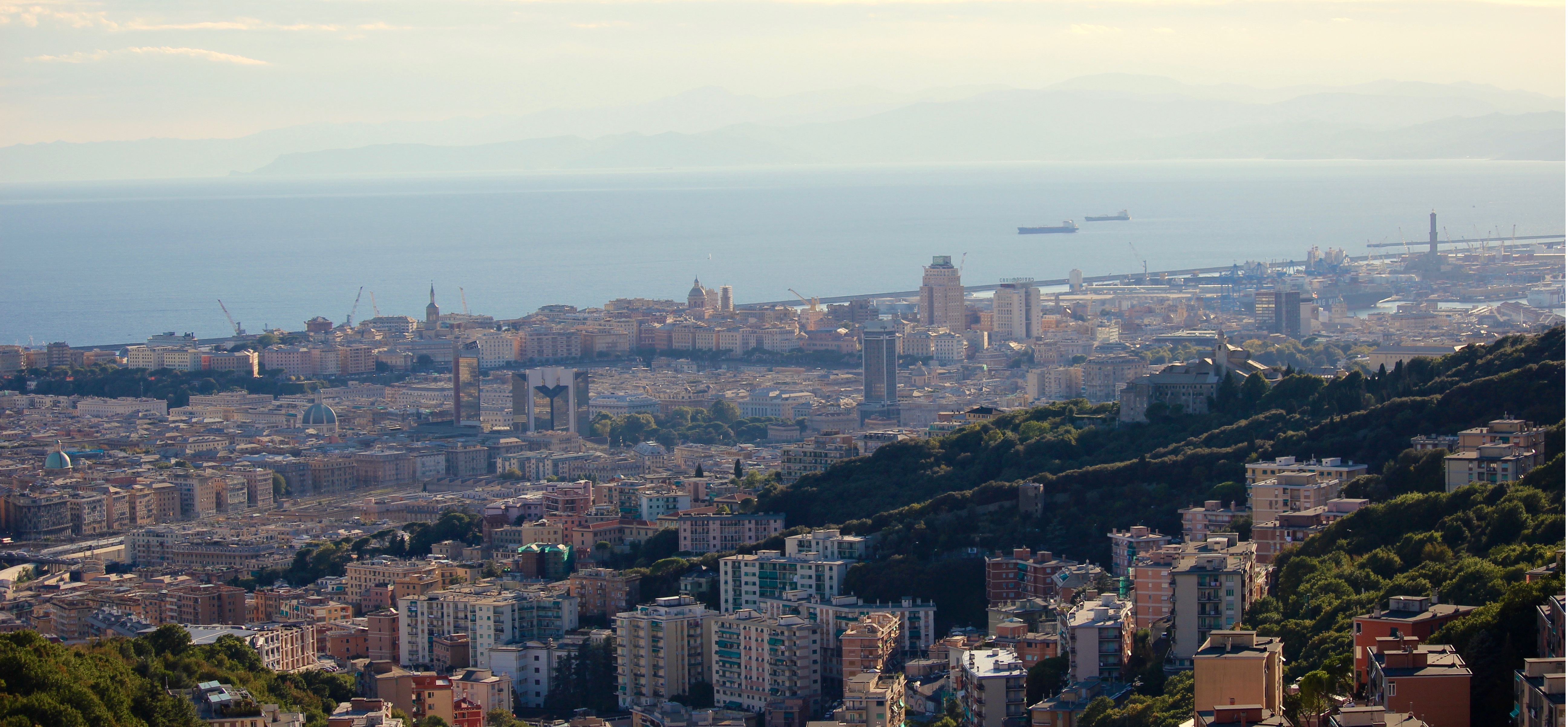
Panoramabild von Genua. Ganz rechts ist die Silhouette des mittelalterlichen Leuchtturms von Genua, eines Symbols der Stadt

### Klima
Das Klima Genuas ist ein maritim gemäßigtes, mit Übergängen zum mediterranen Klima, und wird oft von den Atlantikwinden der Westwindzone beeinflusst. Ausläufer des Mistralwindes begünstigen in der Region Genuas die Bildung von Tiefdruckwirbeln.
Die Tagestemperaturunterschiede sind das Jahr über relativ gering und konstant bei circa 6 °C. Die Jahresdurchschnittstemperatur liegt bei +15,6 °C; mit dem Januar als kältestem Monat mit +8,0 °C und dem Juli als wärmsten mit +23,9 °C im Mittel. Die Luftfeuchtigkeit ist das Jahr über relativ hoch, insbesondere im Sommer und den gemäßigten Jahreszeiten. Der Jahresniederschlag liegt bei 1072 mm, mit Niederschlägen im ganzen Jahr, die jedoch zwischen September und November ihren Höchststand und im Juli ihren niedrigsten Stand erreichen. Der (stets präsente) Wind bläst im Winter zumeist aus nördlicher Richtung und im Frühling und in der ersten Herbsthälfte aus dem Süden.
Aufgrund der Besonderheiten des städtischen Territoriums hat jedoch jeder einzelne Stadtteil, innerhalb dieses makroskopischen Klimabildes, sein eigenes Mikroklima, das sich von dem der anderen Stadtteile in Temperatur, Luftfeuchtigkeit, Niederschlag und Sonnenexposition unterscheidet.
|                       | Jan   | Feb  | Mär   | Apr  | Mai  | Jun  | Jul  | Aug  | Sep  | Okt   | Nov   | Dez  |   |         |
| Mittl. Tagesmax. (°C) | 10,9  | 11,8 | 14,2  | 16,8 | 20,5 | 23,9 | 27,2 | 27,2 | 24,3 | 20,3  | 15,1  | 12,0 | ⌀ | 18,7    |
| Mittl. Tagesmin. (°C) | 5,0   | 5,7  | 7,9   | 10,6 | 14,1 | 17,5 | 20,6 | 20,5 | 17,7 | 14,0  | 9,3   | 6,1  | ⌀ | 12,5    |
|                       |       |      |       |      |      |      |      |      |      |       |       |      |   |         |
| Niederschlag (mm)     | 106,4 | 95,1 | 105,8 | 85,3 | 75,6 | 53,2 | 26,8 | 80,8 | 98,6 | 153,0 | 110,5 | 81,1 | Σ | 1.072,2 |
|                       |       |      |       |      |      |      |      |      |      |       |       |      |   |         |
| Sonnenstunden (h/d)   | 3,8   | 4,5  | 5,1   | 6,4  | 7,1  | 8,2  | 9,5  | 8,6  | 6,7  | 5,6   | 3,7   | 3,6  | ⌀ | 6,1     |
|                       |       |      |       |      |      |      |      |      |      |       |       |      |   |         |
| Regentage (d)         | 7,3   | 6,9  | 8,1   | 7,5  | 7,0  | 4,9  | 2,8  | 5,6  | 5,9  | 7,6   | 8,0   | 6,1  | Σ | 77,7    |
|                       |       |      |       |      |      |      |      |      |      |       |       |      |   |         |
| Wassertemperatur (°C) | 13    | 12   | 13    | 14   | 16   | 20   | 23   | 23   | 21   | 19    | 16    | 14   | ⌀ | 17      |
|                       |       |      |       |      |      |      |      |      |      |       |       |      |   |         |
| Luftfeuchtigkeit (%)  | 61    | 63   | 61    | 70   | 71   | 71   | 67   | 66   | 66   | 66    | 64    | 64   | ⌀ | 65,8    |

| 5,0 |

| 5,7 |

| 7,9 |

| 10,6 |

| 14,1 |

| 17,5 |

| 20,6 |

| 20,5 |

| 17,7 |

| 14,0 |

| 9,3 |

| 6,1 |

| 5,0 |

| 5,7 |

| 7,9 |

| 10,6 |

| 14,1 |

| 17,5 |

| 20,6 |

| 20,5 |

| 17,7 |

| 14,0 |

| 9,3 |

| 6,1 |

### Stadtgliederung

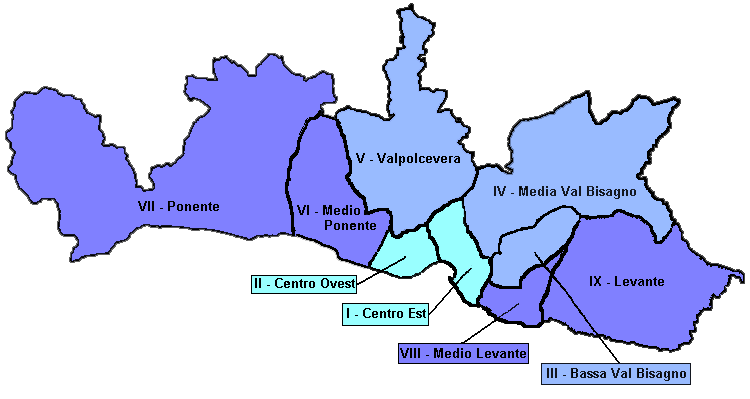
Munizipien Genuas

Die dem Küstenverlauf folgende Stadtfläche wird an ihren beiden Ausläufern von zwei Flüssen durchquert. Im Levante (östlicher Ausläufer) der Bisagno, mit seiner Mündung im Stadtteil Foce, und im Ponente (westlicher Ausläufer) von dem Fluss Polcevera, der die Stadtteile Sampierdarena und Cornigliano trennt. In dieser Weise lassen sich fünf große Zonen abgrenzen: das Zentrum, Valpolcevera, Valbisagno, Ponente und Levante. Politisch ist Genua seit dem 24. März 1997 in neun Munizipien unterteilt:
I – Centro Est
II – Centro Ovest
III – Bassa Val Bisagno
IV – Media Val Bisagno
V – Valpolcevera
VI – Medio Ponente
VII – Ponente
VIII – Medio Levante
IX – Levante
Die Munizipien setzen sich aus insgesamt 31 Stadtteilen zusammen.
Während des Faschismus wurde das Territorium der Stadt Genua um ein Vielfaches vergrößert. Dazu wurden 1926 zahlreiche Gemeinden in die Stadt eingegliedert. Im Westen erreichte die Stadtgrenze dadurch Voltri, im Osten Nervi und im Norden Pontedecimo und Molassana. Diese Stadterweiterung schuf das sogenannte Groß-Genua. Die ehemals eigenständigen Stadtteile Genuas haben jedoch ihre Struktur als Kleinstadt in der Regel beibehalten, mit eigenen Zentren, Peripherien, eigener Kultur und eigenen Traditionen.
Während des ökonomischen Aufschwungs wurden in den 1960er Jahren neue Stadtteile, wie beispielsweise Ca’ Nuova und Biscione, gegründet.

### Bevölkerungsentwicklung
Nach einem mäßigen Wachstum in der zweiten Hälfte des 19. Jahrhunderts, das durch eine hohe Abwanderungsrate nach Amerika bestimmt war, kam es im 20. Jahrhundert zu einer regelrechten Bevölkerungsexplosion, begünstigt durch die positive Entwicklung des Hafens und der Schwerindustrie. In einer ersten Phase zogen hauptsächlich Bewohner des ligurischen Hinterlandes und von Piemont nach Genua. Nach dem Ersten Weltkrieg wurde dieser Zuzug von Venezianern und Friaulern konstant gehalten.
In dem Zeitraum der 1960er bis 1970er Jahre zogen hauptsächlich Süditaliener (Sizilianer und Sarden) nach Genua. Der anhaltende Zustrom von Einwanderern brachte auch logistische und urbane Probleme mit sich. So mussten, um genug Siedlungsfläche zu bieten, zwei Hügel abgetragen und ein Flussbett zugeschüttet werden.
In den 1980er Jahren kam das Bevölkerungswachstum schließlich ins Stocken, um sich in den folgenden Jahren in eine „Bevölkerungsimplosion“ zu verwandeln. Von 816.000 Einwohnern 1971 sank die Population auf 610.000 im Jahre 2001 (das bedeutet eine Bevölkerungsminderung von 25 % innerhalb von 30 Jahren). Begünstigt wurde diese Entwicklung durch das sehr hohe Durchschnittsalter, das eine höhere Sterberate im Vergleich zur Geburtenrate mit sich brachte (2006: 4680 Geburten bei 8158 Sterbefällen). Das Durchschnittsalter der Genueser liegt bei 47,0 Jahren, mit einem Höchstwert von 48,5 Jahren im Stadtgebiet des Medio Levante. Der Altenquotient (Verhältnis von den über 65-Jährigen zu den unter 15-Jährigen) liegt bei 242,0. Im März 2007 lebten 288.616 (47 %) Männer und 325.525 (53 %) Frauen in Genua.
Bei der Stadtverwaltung von Genua sind 299.165 Familien („nucleo familiare“), bestehend aus durchschnittlich 2,04 Personen, gemeldet (Stand: Dezember 2006). Von den gemeldeten Familien bestehen 41,4 % aus nur einer Person, 28,2 % aus zwei, 18,4 % aus drei, 9,9 % aus vier und 2,1 % aus fünf oder mehr Personen.
Die größte nicht-italienische Bevölkerungsgruppe stellten 2006 Ecuadorianer mit 12.734 gemeldeten Einwohnern, gefolgt von Albanern, Marokkanern, Peruanern, Nigerianern, Chinesen und Rumänen. Die Einwanderungsrate liegt seit 2003 über der Auswanderungsrate.

## Geschichte
Der Name der Stadt ist vom lateinischen genu („Knie“) abgeleitet.

### Frühzeit und Antike

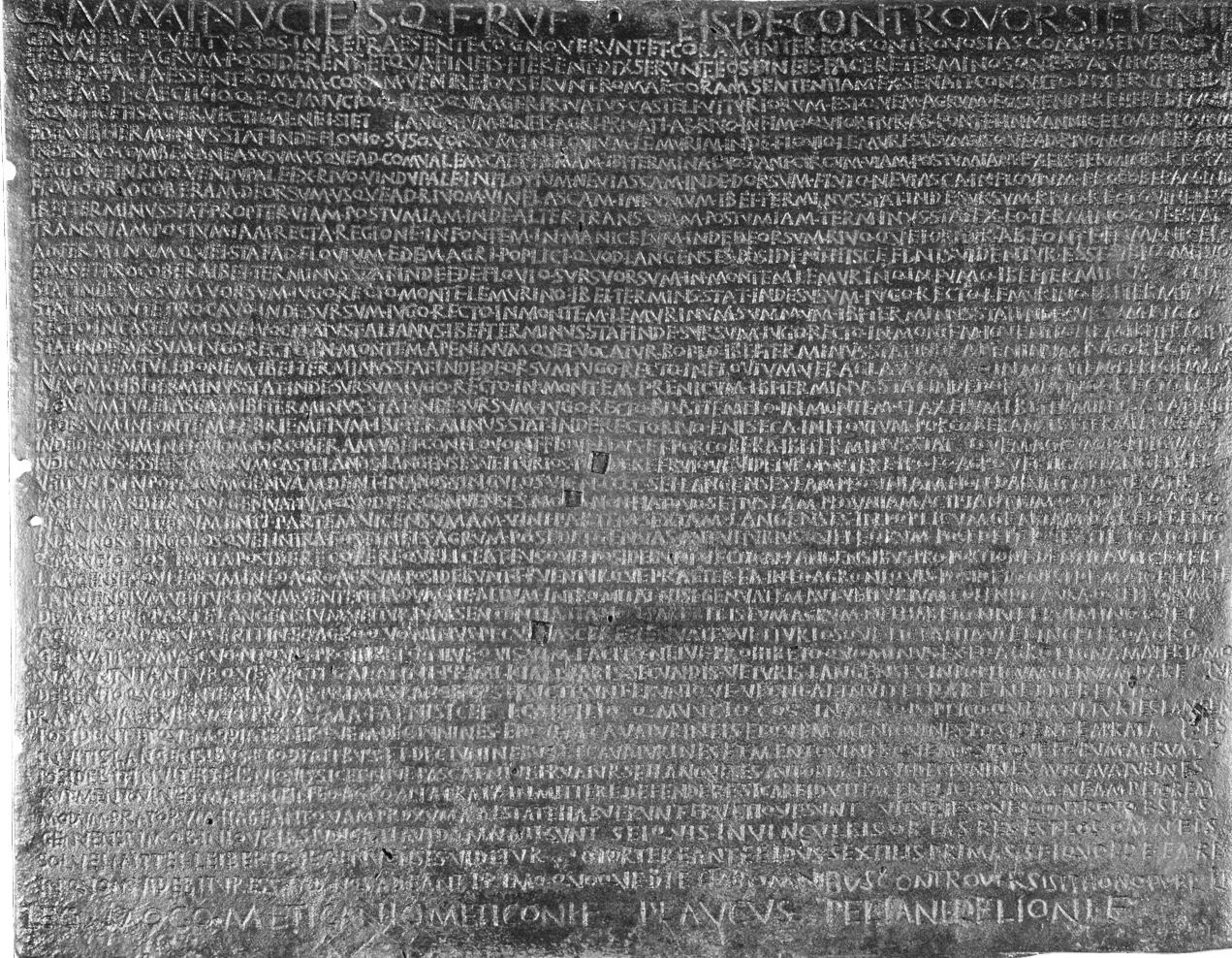
Das älteste Dokument genuesischer Geschichte, die Tavola di Polcevera (117 v. Chr.), ist ein in Bronze eingravierter römischer Schiedsspruch, der einen Streit zwischen den Genuates und Langenses beilegt.

Da Genua einen Naturhafen ersten Ranges hat, muss es als Seehafen benutzt worden sein, sobald begonnen wurde, im Tyrrhenischen Meer Schifffahrt zu betreiben. Aus antiken Schriftquellen ist nichts über einen Aufenthalt oder eine Besiedelung durch Griechen bekannt, die Entdeckung eines griechischen Friedhofs aus dem 4. Jahrhundert v. Chr. deutet aber darauf hin. Beim Bau der Via XX. Settembre wurden 85 Gräber gefunden, von denen der Großteil auf das Ende des 5. und das 4. Jahrhundert v. Chr. datiert. Die Leichen waren in allen Fällen verbrannt und in kleinen Schachtgräbern beerdigt worden, wobei das Grab selbst durch eine Platte aus Kalkstein bedeckt wurde. Die Urnen entsprechen dem letzten rotfigurigen Stil und wurden hauptsächlich aus Griechenland oder Magna Graecia importiert, während die Bronzeobjekte aus Etrurien und die Broschen aus Gallien kamen. Dies veranschaulicht die frühe Bedeutung Genuas als Handelshafen und das Eindringen griechischer Sitten, denn die übliche Praxis der Ligurer war die Erdbestattung. Man nimmt an, dass sich der Name Genua aus der Form seiner Küstenlinie ableitet, die an ein Knie (genu) erinnert.
Vom Auftauchen der Römer wurde erstmals 216 v. Chr. berichtet, von der Zerstörung durch die Karthager und dem unmittelbaren Wiederaufbau durch die Römer 209 v. Chr. Die Römer machten Genua und Piacenza zu ihrem Hauptquartier gegen die Ligurer. Von Rom aus kam man dorthin über die Via Aurelia entlang der Nordwestküste und ihre Verlängerung, die später den Namen Via Aemilia (Scauri) bekam. Letztere wurde erst 109 v. Chr. gebaut; es muss aber schon lange vorher eine Küstenstraße gegeben haben, mindestens ab 148 v. Chr., als die Via Postumia von Genua durch Libarna (heute Serravalle Scrivia, wo Überreste eines Amphitheaters und Inschriften gefunden worden sind), Dertona, Iria, Placentia, Cremona und von da ostwärts gebaut wurde. Es gibt eine Inschrift von 117 v. Chr. (im Palazzo Municipale in Genua erhalten) mit der Entscheidung der patroni Q. und M. Minucius aus Genua, in Übereinstimmung mit einem Erlass des römischen Senats in einer Kontroverse zwischen dem Volk Genuas und den Langenses (auch Viturii genannt), den Einwohnern einer benachbarten Hügelstadt, die in das Genueser Territorium aufgenommen wurde. Aber keine der anderen in Genua gefundenen Inschriften, die praktisch allesamt Grabesinschriften sind, kann definitiv der antiken Stadt zugeordnet werden; man kann gleichermaßen annehmen, dass sie von anderen Orten über See dorthin gebracht wurden. Nur aus Inschriften an anderen Orten wissen wir, dass Genua Stadtrechte hatte, aber es ist unbekannt, ab welchem Zeitpunkt. Klassische Autoren berichten wenig von der Stadt.

### Mittelalter

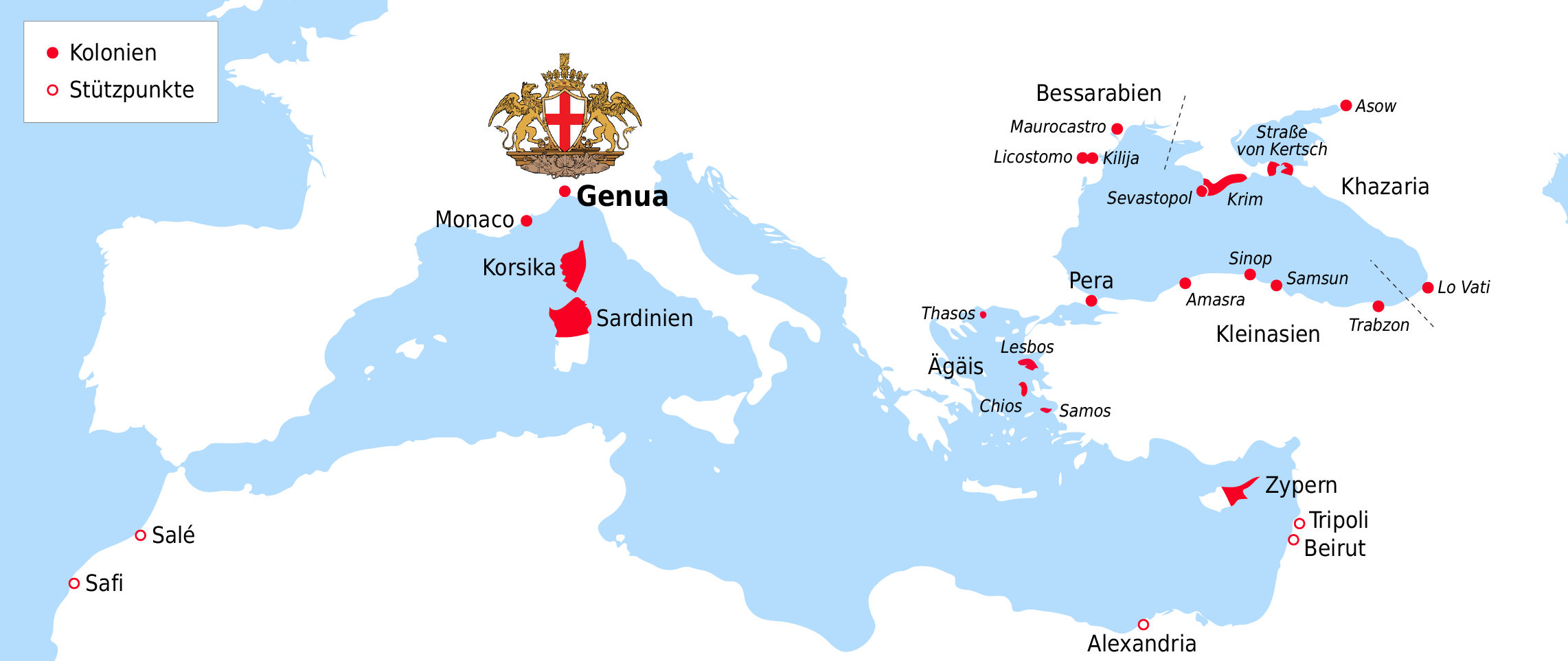
Kolonien und Stützpunkte der Republik Genua

Die Geschichte Genuas während der langobardischen und karolingischen Perioden ist lediglich die Wiederholung der allgemeinen Geschichte der italienischen Kommunen, denen es gelang, von wettstreitenden Fürsten und Baronen die ersten Urkunden ihrer Freiheit zu erlangen. Der patriotische Geist und die Tüchtigkeit der Genuesen auf See, die sie in ihren Verteidigungskriegen gegen die Sarazenen entwickelten, führte zur Gründung einer bürgerlichen Verfassung und zum raschen Wachstum einer wirksamen Marine. Aus der Notwendigkeit eines Bündnisses gegen den gemeinsamen sarazenischen Feind schloss sich Genua Anfang des 11. Jahrhunderts mit Pisa zusammen, um die Muslime von der Insel Sardinien zu vertreiben und zur mittelalterlichen Kolonialmacht aufzusteigen.
Bereits 1162 errichteten Genueser in Salé, zwischen Tanger und Casablanca gelegen, einen Stützpunkt an der afrikanischen Atlantikküste, zu dem 1253 das südwestlich von Casablanca gelegene Safi kam. 1277 eröffneten sie die ersten Seeverbindungen von Spanien mit Flandern und England. Ab 1251 genossen sie in Sevilla steuerliche Privilegien. Genueser Kaufleute haben schon vor dem Ende der Reconquista den Handel mit Olivenöl, Wein, Thunfisch, Leder, Seife und Quecksilber auf der iberischen Halbinsel in Cádiz, Granada, Lissabon, Málaga und Sanlucar zu ihrer Domäne gemacht. Die Eroberungen Gran Canarias, Las Palmas und Teneriffas wurden durch genuesisches Handels- und Kreditkapital finanziert unter aktiver Teilnahme spanischer und portugiesischer Unternehmer, wie zum Beispiel der Tuchfabrikanten. Auch in Valencia, Toledo und Cuenca hatten Genueser großen Anteil am kastilischen Handel. Zu den alberghi ligures, den Genueser Familien, die in Andalusien dauerhaft ansässig wurden, zählen die Boccanegra, Cataño, Centurión, Espinola, Grimaldo, Pinelo, Rey, Riberol, Sopranis und Zaccaría. Anders als die Venezianer verfügten die Genueser nicht über eine große Kriegsmarine. Genuesisch-pisanischer Technologietransfer verhalf den iberischen Monarchien Portugal, Kastilien-León und Aragón-Katalonien nach und nach zu eigenen, leistungsfähigen Flotten, die von den eroberten Häfen entlang der Straße von Gibraltar die maurische Seesperre mit der Zeit durchbrachen.

### Rivalität mit anderen Stadtstaaten

Die Flagge Genuas

Das so erworbene sardische Gebiet lieferte bald Gelegenheit zu Eifersüchteleien zwischen den Verbündeten Genua und Pisa. Zwischen den beiden Republiken begannen lange Seekriege, die schließlich katastrophal für Pisa ausgingen. Mit nicht weniger Gewandtheit als Venedig nahm Genua all die Gelegenheiten des umfangreichen Speditionsverkehrs zwischen Westeuropa und dem Nahen Osten wahr, die sich durch die Kreuzzüge ergaben. Die den Sarazenen in der gleichen Periode entrissenen Seehäfen entlang der spanischen Küste und die vor Smyrna (Izmir) gelegene ägäische Insel Chios wurden Genueser Kolonien, während in der Levante, an den Küsten des Schwarzen Meeres und entlang den Ufern des Euphrat starke Genueser Festungen errichtet wurden. Es ist nicht verwunderlich, dass diese Eroberungen bei Venezianern und Pisanern erneuten Neid hervorriefen und neue Kriege provozierten. Aber der Kampf zwischen Genua und Pisa fand in der Seeschlacht bei Meloria 1284 sein für Pisa verheerendes Ende.

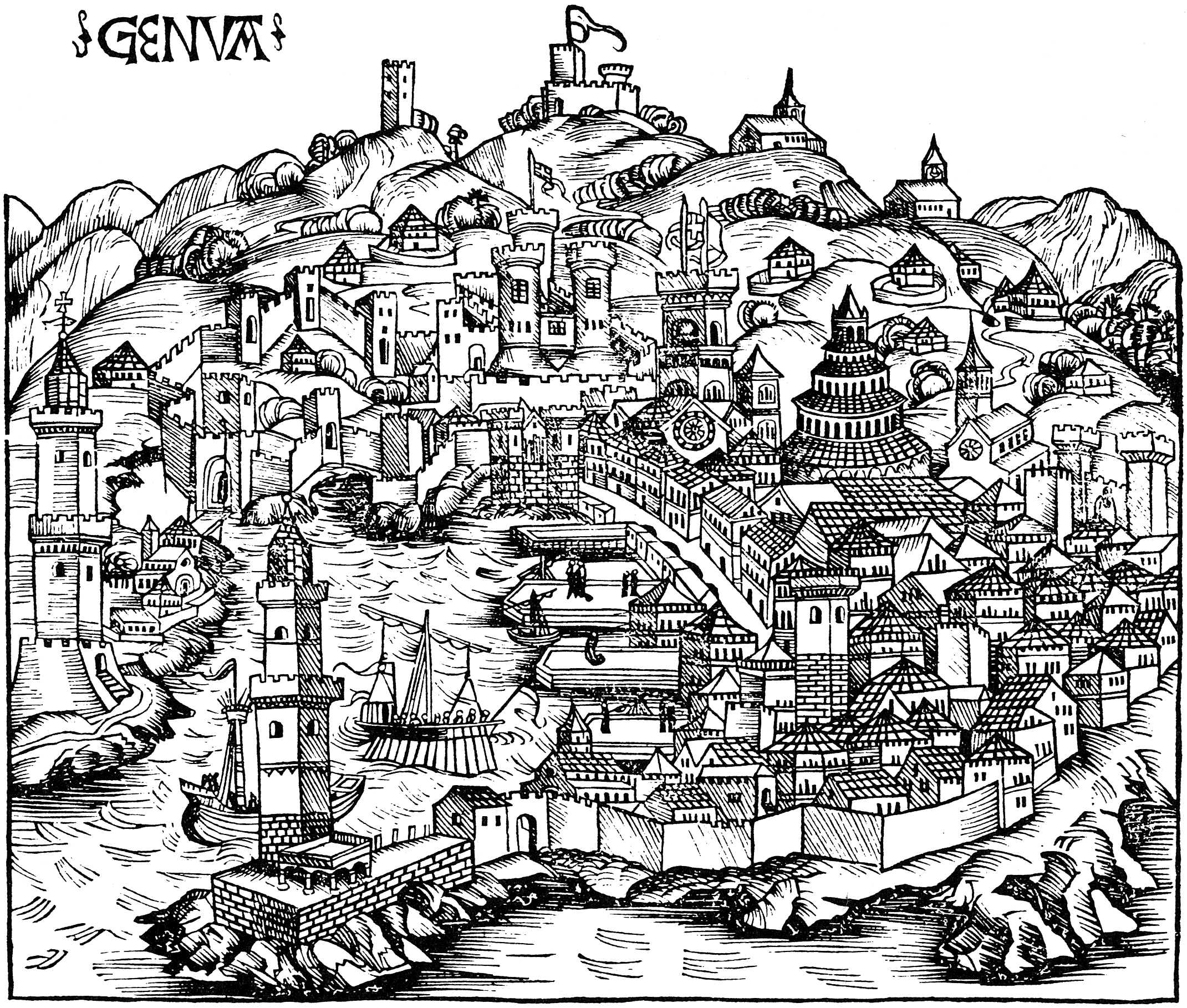
Ansicht Genuas um 1490 aus der Schedelschen Weltchronik

Der Erfolg Genuas in Handel und Seefahrt während des Mittelalters ist umso bemerkenswerter, als es im Gegensatz zu den rivalisierenden Venezianern ständig von inneren Uneinigkeiten geplagt wurde. Das einfache Volk und der Adel kämpften gegeneinander, rivalisierende Parteien unter den Adligen strebten danach, die Vormacht im Staat zu erlangen. Adelige und Volk gleichermaßen wandten sich zur Schlichtung und Herrschaft an ausländische capitani del popolo, als einziges Mittel, um einen vorübergehenden Waffenstillstand zu erreichen. Aus diesen Kämpfen zwischen rivalisierenden Adligen, in denen die Namen Spinola und Doria herausragen, wurde Genua bald in den Strudel der guelfischen und ghibellinischen Parteien hineingezogen; aber seine Anerkennung ausländischer Autoritäten – nacheinander Deutsche, Neapolitaner und Mailänder – machte 1339 den Weg zu einem unabhängigeren Staat frei. Die Regierung nahm nun eine bleibendere Form an mit der Ernennung des ersten Dogen (eines Amts auf Lebenszeit) Simone Boccanegra. Abwechselnde Siege und Niederlagen der Venezianer und Genuesen – unter den Niederlagen die schlimmste die Niederlage gegen Venedig im Chioggia-Krieg 1380 – endeten in der Feststellung der signifikanten Unterlegenheit der Genueser Herrscher, die mal unter die Macht Frankreichs, mal der Visconti aus Mailand fielen.

### Vom Beginn der Neuzeit bis zum 21. Jahrhundert

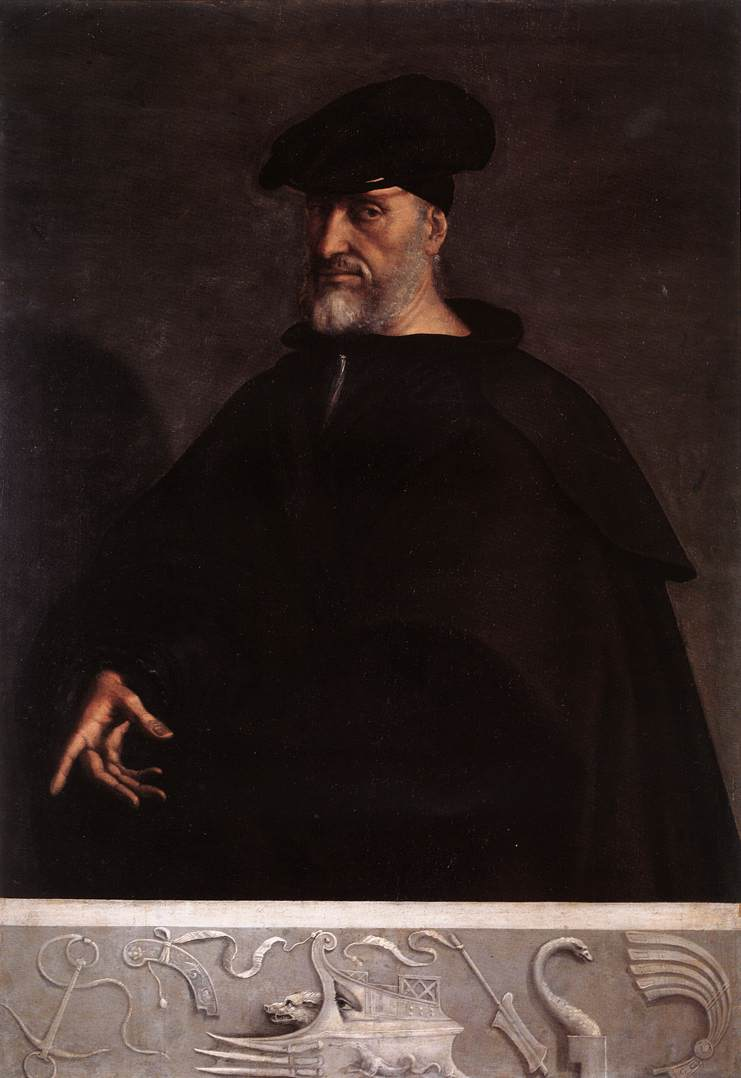
Andrea Doria, Gemälde von Sebastiano del Piombo (ca. 1526)

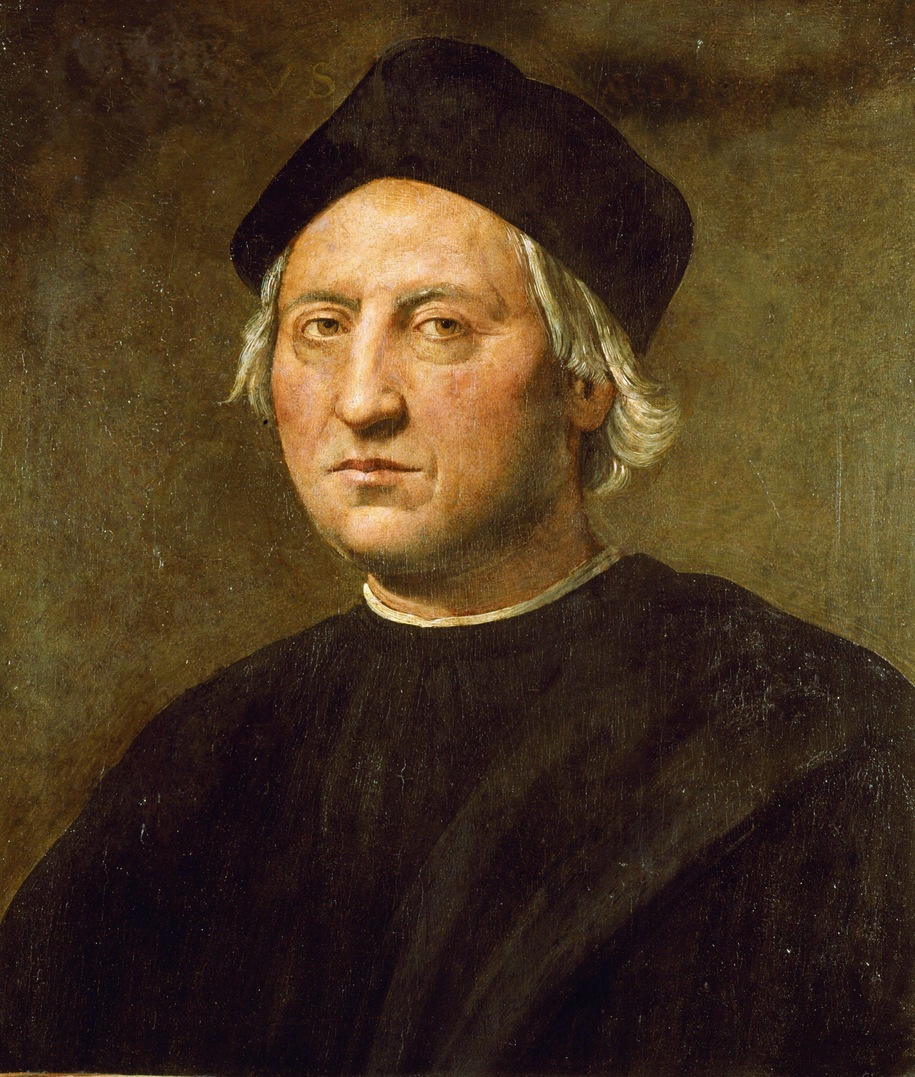
Porträt des Christoph Kolumbus von Ridolfo Ghirlandaio (1483–1561)

Der Banco di San Giorgio mit seinen großen Besitzungen hauptsächlich auf Korsika bildete während dieser Phase das stabilste Element im Staat, bis 1528 der Nationalgeist seine alte Kraft wiedergewann, als Andrea Doria die französische Vorherrschaft abschütteln und die alte Form der Regierung wiederherstellen konnte. In diesem Zeitraum – dem Ende des 15. und Anfang des 16. Jahrhunderts – entdeckte (aus europäischer Sicht) der Genueser Seefahrer Christoph Kolumbus im Auftrage Spaniens die Neue Welt. Die Regierung, wie sie von Andrea Doria wiedereingesetzt worden war, mit bestimmten Änderungen, die ihr einen konservativeren Charakter verliehen, blieb bis zum Ausbruch der Französischen Revolution und der Bildung der Ligurischen Republik unverändert. Während dieses langen Zeitraums von fast drei Jahrhunderten, in dem der dramatischste Vorfall die „Verschwörung der Fieschi“ war, entdeckten die Genueser den Ausgleich für den verlorenen Osthandel in den enormen Gewinnen, die sie als Bankiers der spanischen Krone und Ausrüster der spanischen Armeen und Flotten sowohl in der Alten als auch in der Neuen Welt machten. Anders als viele andere italienische Städte war Genua vergleichsweise immun gegen fremde Vorherrschaft.
Gegen Ende des 17. Jahrhunderts wurde die Stadt von den Franzosen beschossen und 1746, nach der Niederlage von Piacenza, an die Österreicher übergeben, die jedoch schnell verjagt wurden. Eine 1729 begonnene Revolte in Korsika wurde mit Hilfe der Franzosen unterdrückt, die 1768 selbst die Insel in Besitz nahmen (siehe Korsika).
Die kurzlebige Ligurische Republik, gegründet 1797 und völlig von Frankreich abhängig, wurde schon 1805 vom französischen Kaiserreich einverleibt. 1804 erhob sich Genua gegen die Franzosen, auf die Zusicherung von Lord William Bentinck hin, dass die Alliierten der Republik wieder ihre Unabhängigkeit zurückgeben würden. Durch eine Geheimklausel im Vertrag von Paris war jedoch festgelegt worden, dass Genua mit dem Herrschaftsgebiet des Königs von Sardinien vereinigt werden sollte; diese Vorkehrung wurde vom Wiener Kongress bestätigt. Zweifellos hat die durch diese Klausel hervorgerufene Unzufriedenheit dazu beigetragen, dass in Genua der republikanische Geist am Leben blieb und durch den Einfluss des jungen Genuesen Giuseppe Mazzini nicht nur für die sardische Monarchie, sondern für alle Regierungen der Halbinsel eine ständige Bedrohung blieb. Selbst der materielle Nutzen aus der Vereinigung mit Sardinien und die konstitutionelle Freiheit, die König Karl Albert all seinen Untertanen gewährte, konnten nicht die republikanischen Unruhen von 1848 verhindern. Nach einem kurzen und scharfen Kampf wurde die vorübergehend von den Republikanern besetzte Stadt von General Alfonso La Marmora wieder zurückgewonnen. Im späten 19. und frühen 20. Jahrhundert konnte Genua seine Rolle als bedeutender Seehafen und ein wichtiges Stahl- und Schiffbauzentrum ausbauen.

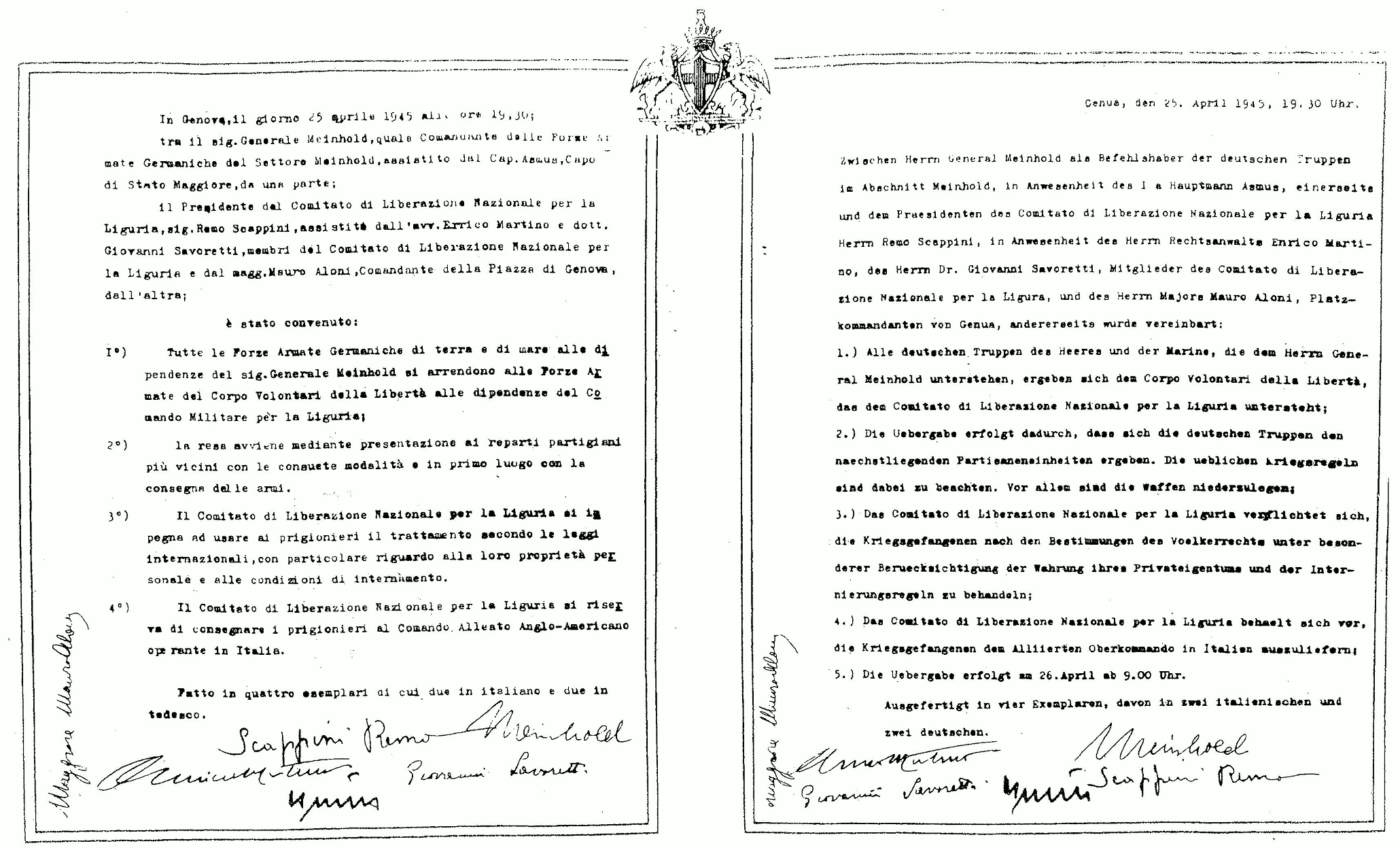
Zweisprachige Kapitulations-Vereinbarung vom 25. April 1945

Im Zweiten Weltkrieg wurde Genua zunächst zum Ziel wiederholter alliierter Bombenangriffe, besonders zwischen Oktober und November 1942. Nach der Eröffnung des Italienfeldzugs kam Genua im Zuge des Falls Achse unter deutsche Besatzung und wurde zur Festung erklärt. Die Ausführung des Befehls zur Sprengung des Hafens und der Altstadt (heute Weltkulturerbe) nach dem Näherrücken der Front im März/April 1945 wurde vom deutschen Stadtkommandanten, Generalmajor Günther Meinhold, verweigert. Als einzige der von den Deutschen besetzten Städte wurde Genua nicht den Alliierten, sondern nach einer am 25. April 1945 in der Villa Migone, dem Sitz des Kardinals Pietro Boetto, zwischen Meinhold und CLN-Vertretern um Remo Scappini vereinbarten Kapitulation am Folgetag kampflos an die Partisanen übergeben. Des Tages der Befreiung Genuas wird jährlich am 25. April an der Gedenktafel für die Opfer der Befreiung unter der Monumentale in der Via XX Settembre und auch in der Villa Migone gedacht, in der auch das zweisprachige Kapitulationsdokument ausgestellt und zu besichtigen ist.

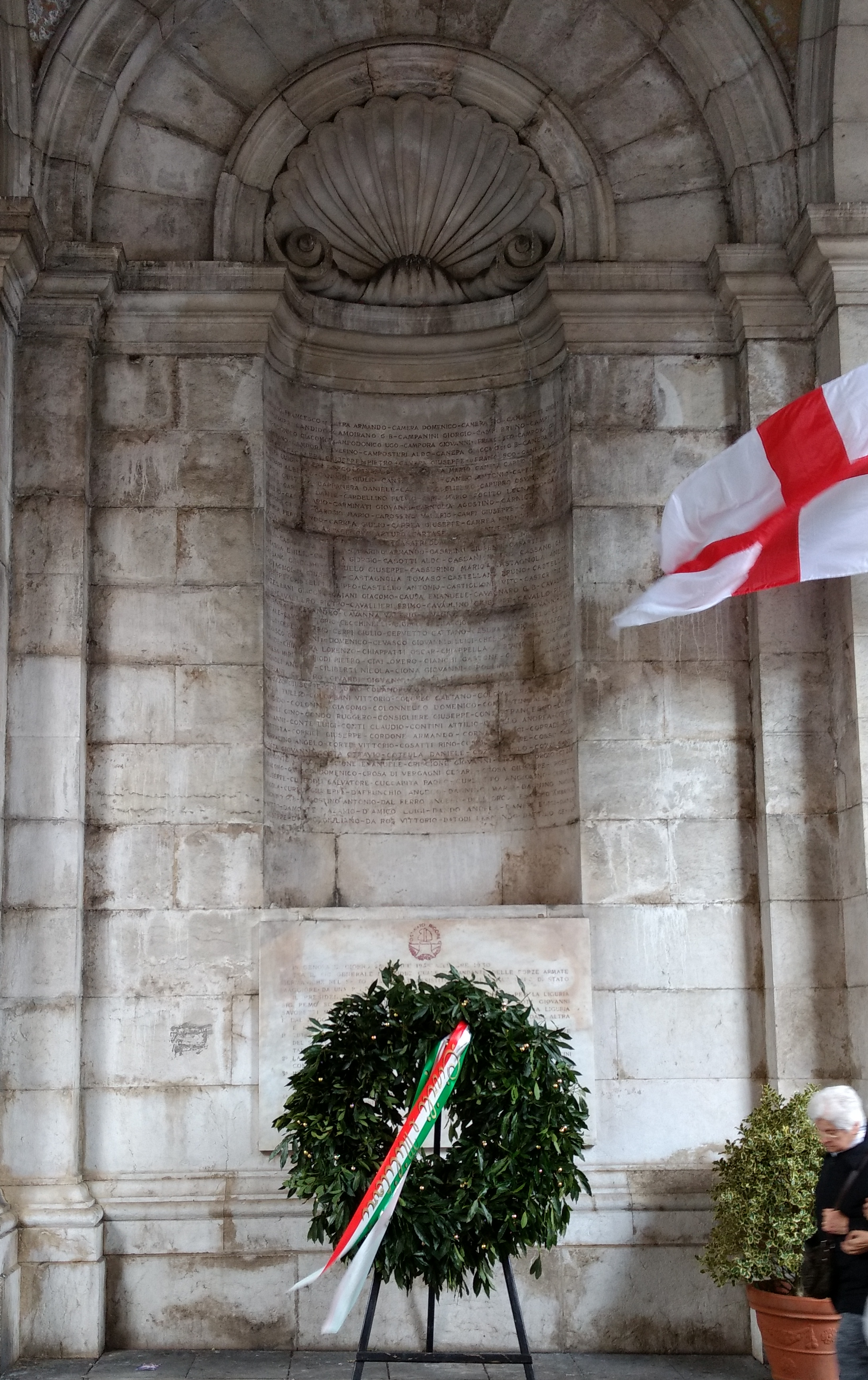
Gedenktafel für die Opfer der Befreiung unter der Monumentalbrücke in der Via XX Settembre

In den Nachkriegsjahren spielte Genua eine entscheidende Rolle im italienischen Wirtschaftswunder (miracolo economico). Es bildete mit Mailand und Turin das sogenannte Industrie-Dreieck in Norditalien. Seit 1962 hat sich die Genoa International Boat Show als eines der größten jährlich wiederkehrenden Ereignisse in Genua entwickelt. Mit dem wirtschaftlichen Strukturwandel und der Deindustrialisierung in den 1980er-Jahren ergaben sich für Genua große Probleme, Arbeitsplätze gingen verloren, und die Einwohnerzahl sank. Die Kriminalität stieg stark an, die Altstadt Genuas war im Niedergang begriffen. Die Explosion des Ölfrachters Haven verschmutzte 1991 die Küste um Genua und in Südfrankreich.
Für die Kolumbusfeiern von 1992 zum 500-jährigen Jubiläum der Entdeckung Amerikas wurde der „Alte Hafen“ zur Tourismusattraktion ausgebaut. Im Juli 2001 fand der 27. G8-Gipfel in Genua statt. Überschattet wurde die Konferenz von gewaltsamen Auseinandersetzungen mehrerer Hunderttausend Globalisierungskritiker und der italienischen Polizei. Es gab Hunderte von Verletzten, und der 23-jährige Carlo Giuliani wurde durch den Schuss eines Polizisten getötet.
Im Jahr 2004 hat die Europäische Union Genua – zusammen mit der französischen Stadt Lille – als Kulturhauptstadt Europas ausgezeichnet. Als Teile der Altstadt 2006 von der UNESCO zum Weltkulturerbe erklärt wurden, änderte sich die Situation für Genua in vielen Belangen zum Positiven.
Beim teilweisen Einsturz des Polcevera-Viadukts, einer innerstädtischen Autobahnbrücke, am 14. August 2018 kamen mindestens 43 Menschen ums Leben.

### Wappen
Beschreibung: in Silber ein rotes durchgehendes gemeines Kreuz, über dem Schild eine goldene siebentürmige Mauerkrone und am Schildfuß ein Spruchband mit der Devise „LIBERTAS“ in silbernen Majuskeln. Zwei goldene schwarzgezungte Greife stehen auf einer Arabeske und halten den Schild.

## Kultur
Im 16. bis 18. Jahrhundert machte die Genueser Schule in der Malerei von sich reden.
Genua verdankt seine kulturelle Wiederbelebung zu einem großen Teil seinen Umweltprojekten im Hinterland (zum Beispiel die Gründung verschiedener Naturparks, wie dem Naturpark Beigua und dem Naturpark Aveto), aber vor allem den strukturellen Maßnahmen im Stadtzentrum selbst. Hier wurde im Zusammenhang mit der Feier zum Kolumbusjahrestag 1992 und der Expo 92 das größte Aquarium Europas errichtet. Der Komplex des Aquariums (Acquario di Genova) befindet sich auf dem Areal des 1992 komplett umstrukturierten Touristenhafens (Porto Antico), der Anlegeplätze für hunderte Boote und Yachten bietet.

### Architektur

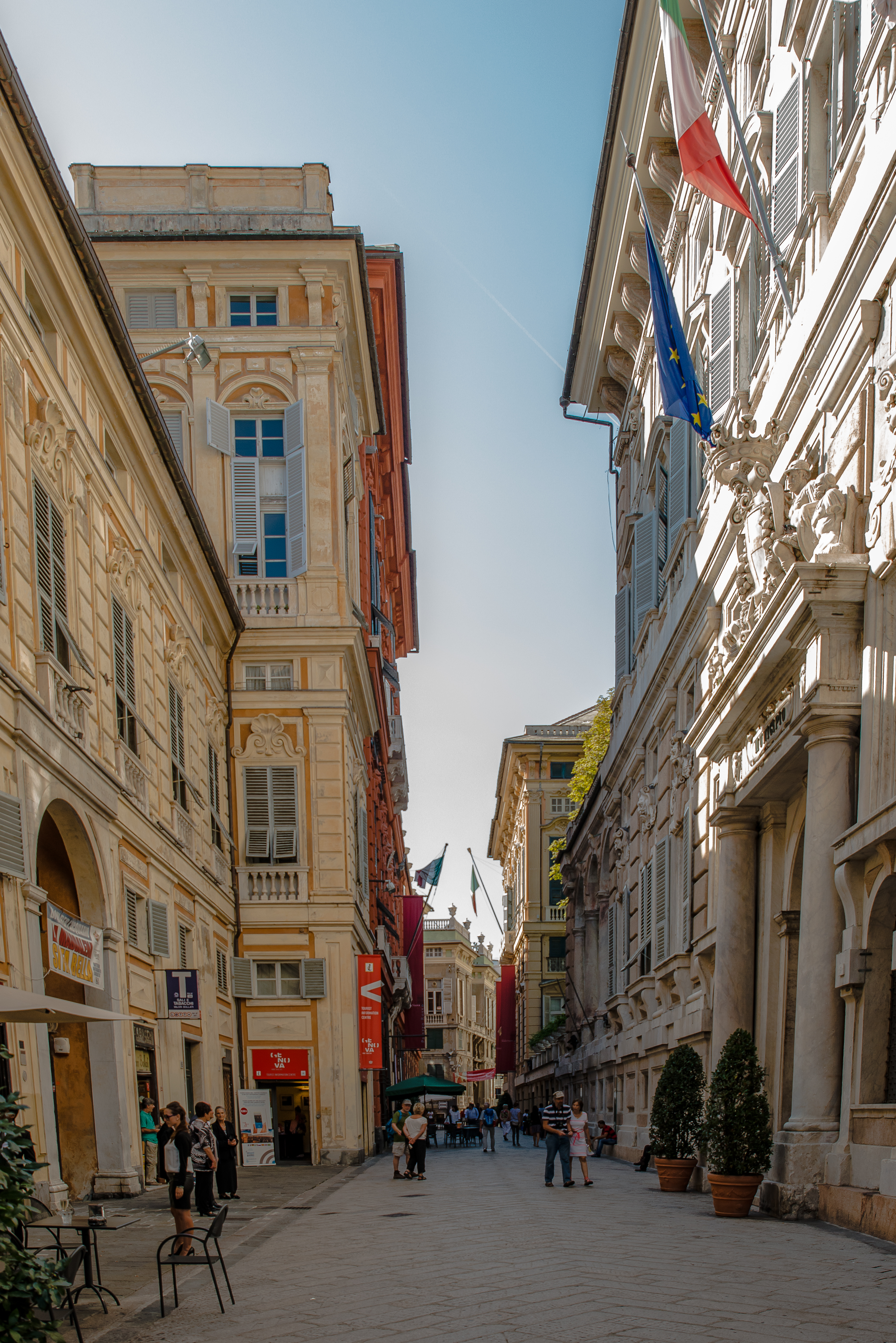
Palazzi in der Via Garibaldi

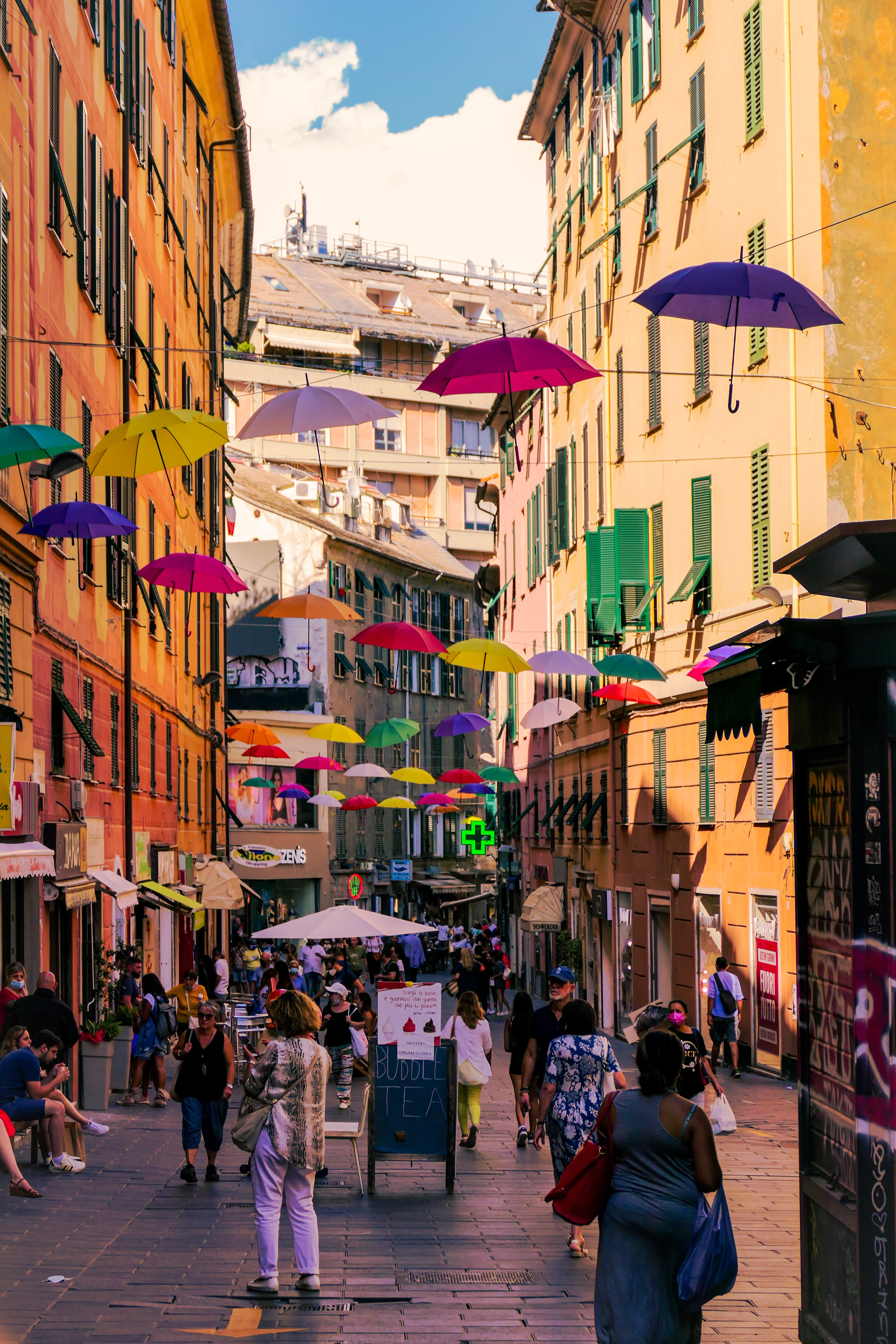
Belebte Fußgängerzone in Genua

In den 1980er und 1990er Jahren wurden viele bisher vernachlässigte Bauwerke, hauptsächlich Kirchen und Palazzi, restauriert und rekonstruiert, darunter die Renaissance-Basilika Santa Maria Assunta, die aufgrund ihrer Lage auf dem Stadthügel von Carignano nahezu von jedem Punkt der Stadt sichtbar ist.
Die vollständige Restaurierung des prächtigen Palazzo Ducale, einst Machtzentrum der Dogen und Senatoren und heute Austragungsort zahlreicher Kulturveranstaltungen, und des Opernhauses Carlo Felice, das im Zweiten Weltkrieg bis auf die klassizistische Vorhalle zerstört worden war, brachten der Stadt eine kulturelle Aufwertung. Beide Gebäude sind an der Piazza De Ferrari gelegen, die den Mittelpunkt der Stadt darstellt.
Ein weiteres bedeutendes Monument Genuas ist der Friedhof von Staglieno. Hier ruhen die sterblichen Überreste einiger bekannter Persönlichkeiten, unter ihnen Giuseppe Mazzini, Fabrizio De André und Constance Holland, die Frau Oscar Wildes.

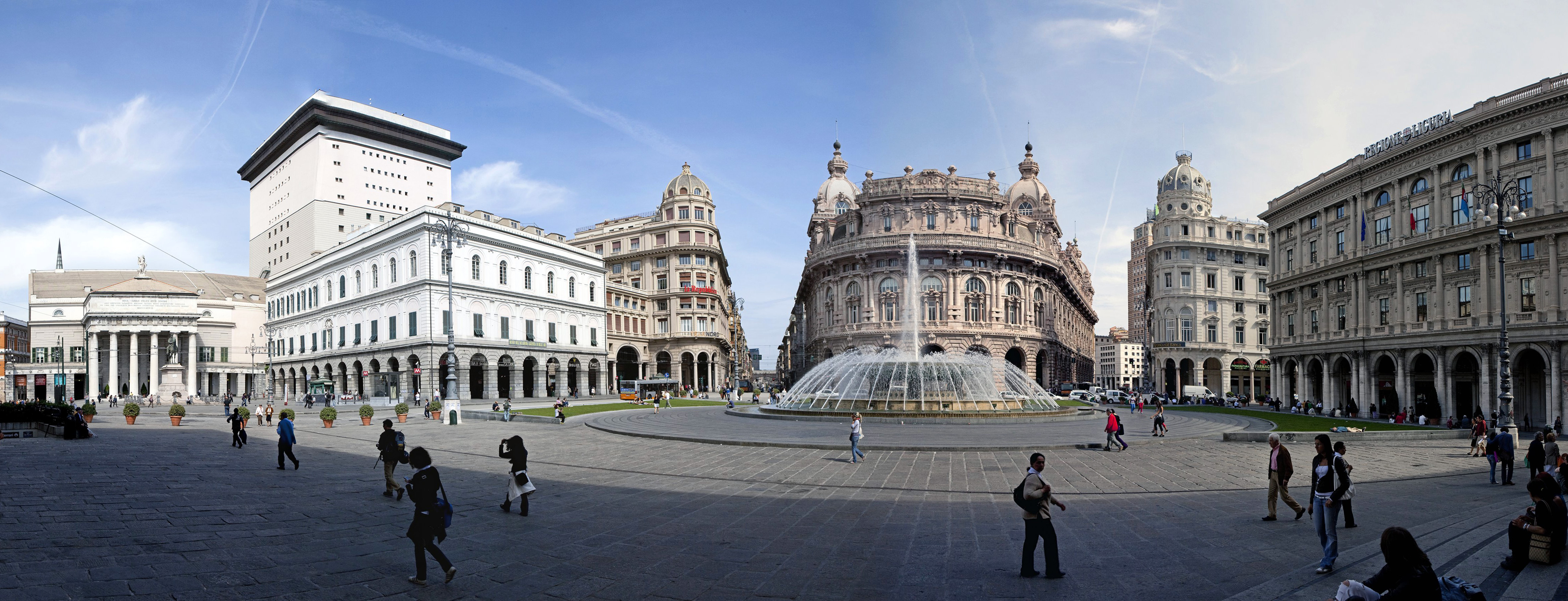
Piazza De Ferrari

#### Die Altstadt

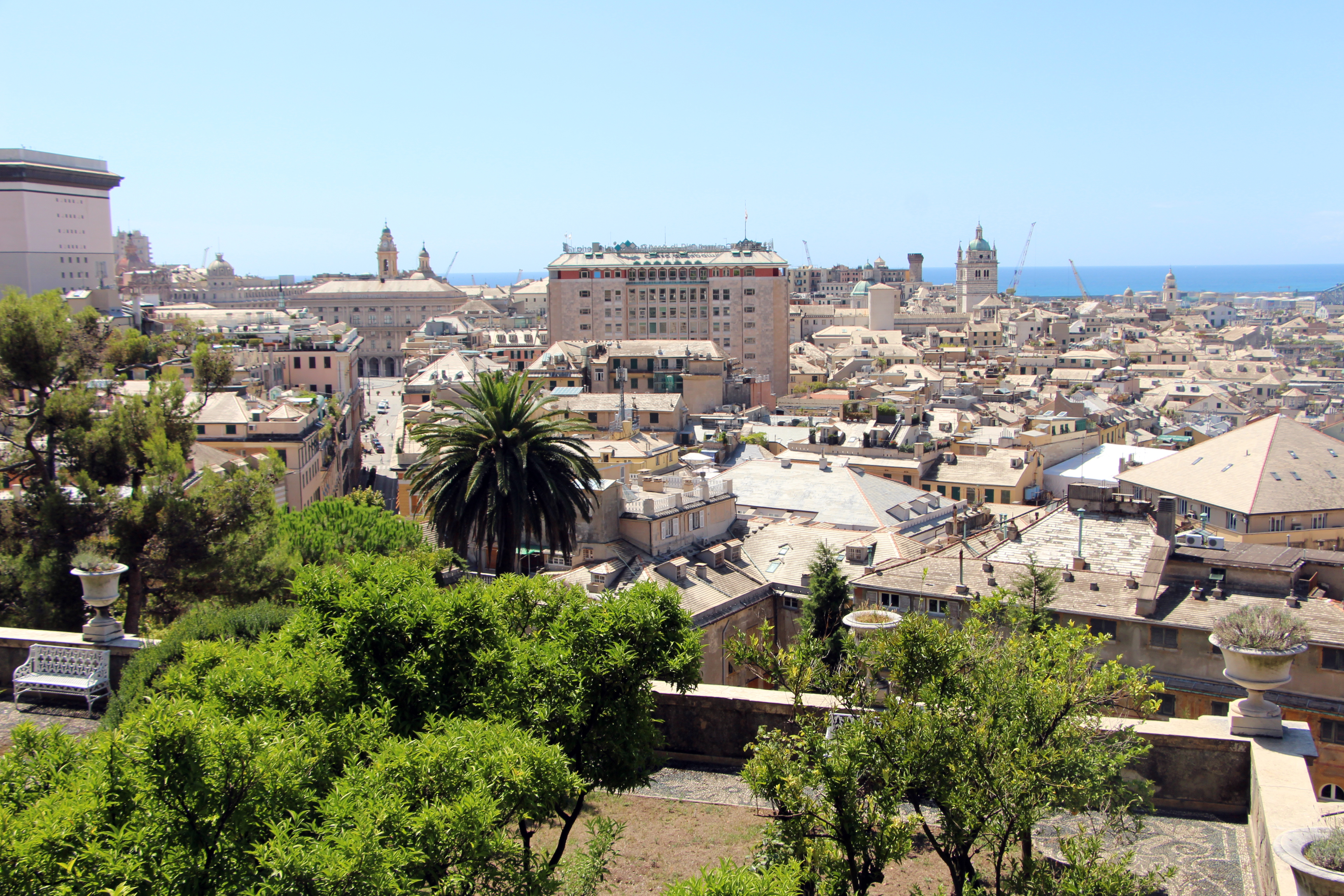
Die Altstadt vom Stadtpark Villetta Di Negro aus gesehen

Wehrhafte Befestigungsanlagen zeugen von der wechselvollen Geschichte der früheren Seerepublik. Einst war Genua von einer kilometerlangen, durchgehenden Mauer auf den Bergrücken oberhalb der Stadt umgeben. Ganze Abschnitte sowie ein Großteil der Forts sind noch heute zu besichtigen.
Genuas Altstadt ist eine der größten Europas. In den Jahren nach dem Zweiten Weltkrieg wurde sie zunehmend dem Verfall preisgegeben. Aufgrund gravierenderer wirtschaftlicher Probleme wie des Niedergangs des Hafens und der Werften, der Arbeitslosigkeit und der Abwanderung fehlte einerseits das Geld zur Erhaltung; andererseits wollten immer weniger Genuesen in dem historischen Viertel wohnen.
Erst im Vorfeld des Kulturstadtjahres 2004 tat sich einiges. Der alte Hafen westlich der Altstadt wurde in den 1990er Jahren von Renzo Piano, dem Stararchitekten der Stadt, grundlegend umgestaltet. So wurde ein Übergang von der Altstadt zum alten Hafen geschaffen. Die Hauptachse der Altstadt, die Via di San Lorenzo, wurde verbreitert. Viele Palazzi wurden restauriert. In der Nähe der Porta Soprana, des ehemaligen Stadttores, und damit der Grenzmarkierung der Altstadt liegt das mutmaßliche Geburtshaus des Christoph Kolumbus.
Einen kontrastreichen Gegensatz zur mittelalterlichen Altstadt bilden die Patrizierhäuser und prunkvollen Paläste in den beiden Strade Nuove aus dem 16. Jahrhundert. In der Via Giuseppe Garibaldi und der Via Balbi mit ihren Palästen, Innenhöfen und Gärten wird der Reichtum vergangener Zeiten einer See- und Finanzmacht von europäischer Bedeutung deutlich. Allen voran ist der Palazzo Ducale aus dem 13. Jahrhundert zu erwähnen, der sich am östlichen Ende der Via di San Lorenzo befindet. In der Via Garibaldi befindet sich auch das wichtigste Kunstmuseum der Stadt, das im Palazzo Ridolfo e Giovanni Francesco Brignole Sale (Palazzo Rosso), dem Palazzo Luca Grimaldi (Palazzo Bianco) und Teilen des Palazzo Niccolò Grimaldi (Rathaus) untergebracht ist, in der Via Balbi das Hauptgebäude der Universität von Genua. Sehenswert sind auch der Palast Doria-Serra und die Spianata dell’Acquasola.
Rund um den Hafen von Genua wird bis zum heutigen Tag die Tradition des Trallalero, eines mehrstimmigen Gesangs ohne Instrumente, gepflegt.

#### Der Leuchtturm

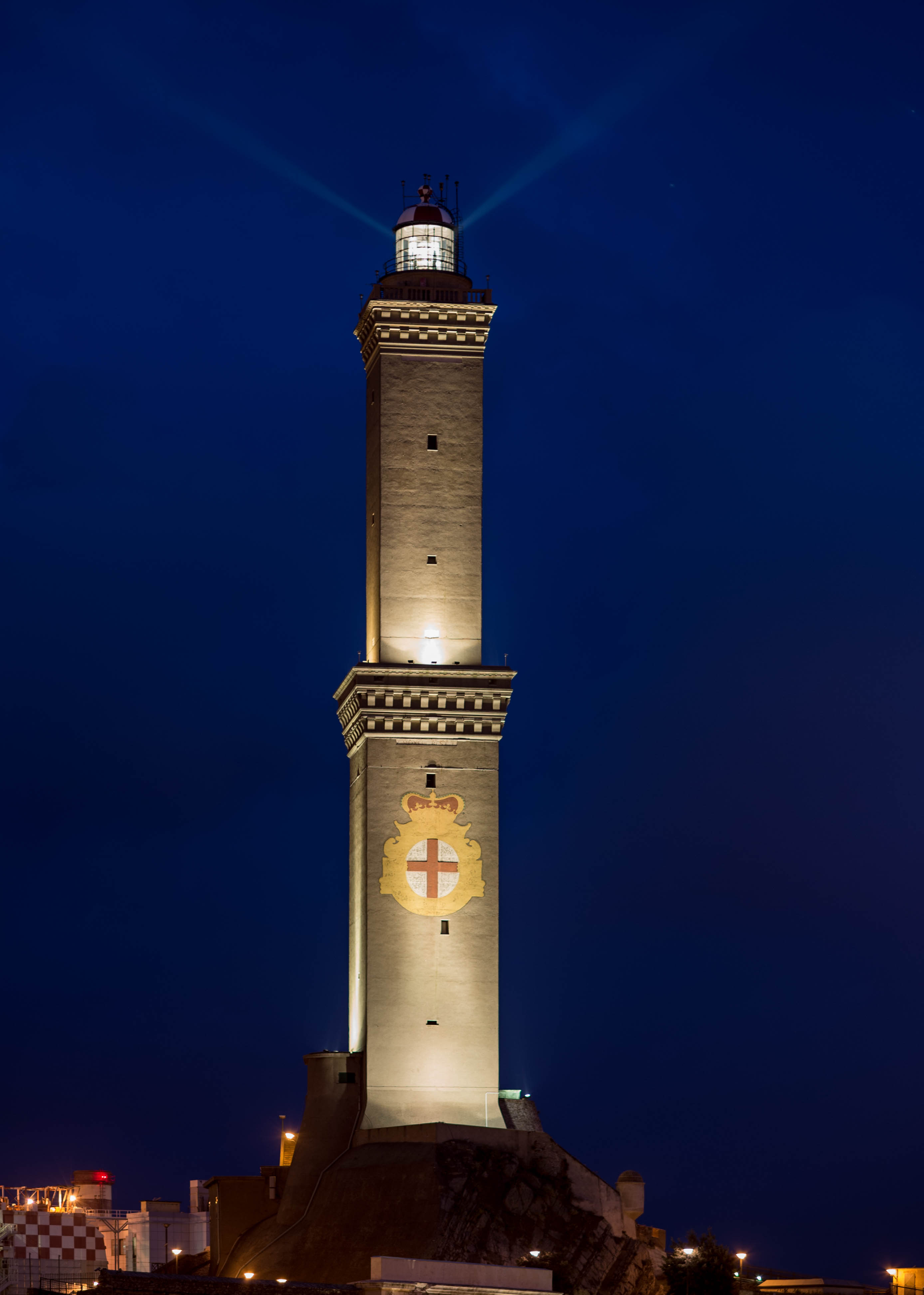
Leuchtturm von Genua

Neben der Fontana di Piazza de Ferrari ist der Leuchtturm von Genua, die Lanterna, ein Wahrzeichen der Stadt Genua. Er befindet sich auf einem Hügelvorsprung nahe dem Stadtteil Sampierdarena im westlichen Bezirk der Stadt. Das Bauwerk erreicht eine Höhe von 77 m (117 m insgesamt mit Fundament) und besteht aus zwei übereinandergesetzten Türmen mit quadratischen Grundrissen.
Der 1128 erbaute Leuchtturm wurde 1514 bei der Belagerung des französischen Forts Briglia, das um den Turm herum errichtet worden war, durch Kanonenbeschuss schwer beschädigt und erst 1543 wiederaufgebaut. Heute ist der Leuchtturm über einen Spazierweg, der beim Fährenterminal, westlich des Porto Antico beginnt, zu erreichen. Sein Leuchtfeuer ist bei guten Sichtverhältnissen noch aus einer Entfernung von bis zu 36 Seemeilen (ca. 55 km) auszumachen.

### Universität, Akademien und Gymnasien

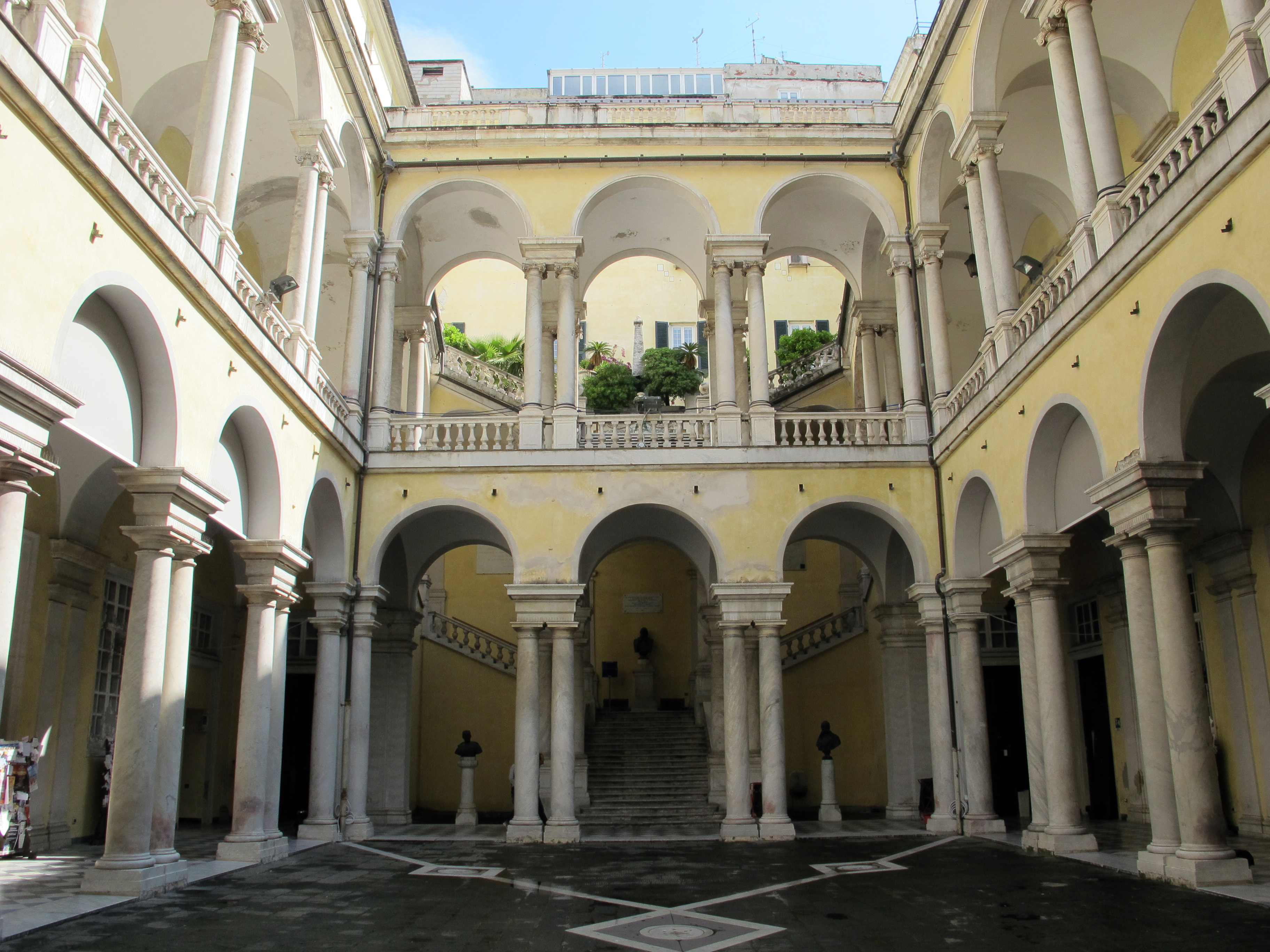
Hauptgebäude der Universität Genua

In Genua befindet sich die Università degli Studi di Genova. Sie verfügt über nahezu alle Fakultäten und unterhält Außenstellen in Imperia, Savona, Chiavari und La Spezia. Im ingenieurwissenschaftlichen Bereich liegt der Schwerpunkt auf dem Schiffbau.
Wichtige Akademien in Genua sind die Musikhochschule Conservatorio «Niccolò Paganini», die Kunstakademie Accademia Ligustica di Belle Arti und die Handelsmarineakademie Accademia Italiana della Marina Mercantile.
Das Liceo Colombo ist das älteste Gymnasium Genuas.

## Wirtschaft und Infrastruktur
In den letzten Jahrzehnten hat die Wirtschaft Genuas eine Schwerpunktverschiebung von der Schwerindustrie (vorwiegend an den Hafen angebunden) hin zum Dienstleistungssektor (hauptsächlich Tourismus, Handel etc.) erfahren. In diesem Zusammenhang wurden viele heruntergekommene Stadtteile (Val Bisagno, Valpolcevera und Centro storico) saniert. In Genua findet auch die größte Messe Europas im Bereich Yachten und Segelschiffe statt, der Salone nautico. Nach wie vor ist der Hafen Genuas der wichtigste Italiens und von seiner Umschlagskapazität der zweitwichtigste des Mittelmeers nach Marseille. Behindert in seiner Expansion wird er allein durch seine mangelhafte Anbindung an weiterführende Transportstrukturen (Schienennetz), was allerdings durch die geplante Schienenverbindung Genua-Rotterdam verbessert werden soll.
Ein weiterer neuer Wirtschaftsbereich hat in Genua mit der Einrichtung des Italienischen Instituts für Technologie (IIT), mit Schwerpunkt in Nanobiotechnologie, Robotik und Neurowissenschaften, einen Aufschwung erfahren. Neben schon vorhandenen Forschungseinrichtungen (pädiatrisches Krankenhaus Giannina Gaslini) ist die Schaffung eines High-Tech-Stadtteils vorgesehen.

### Der Hafen

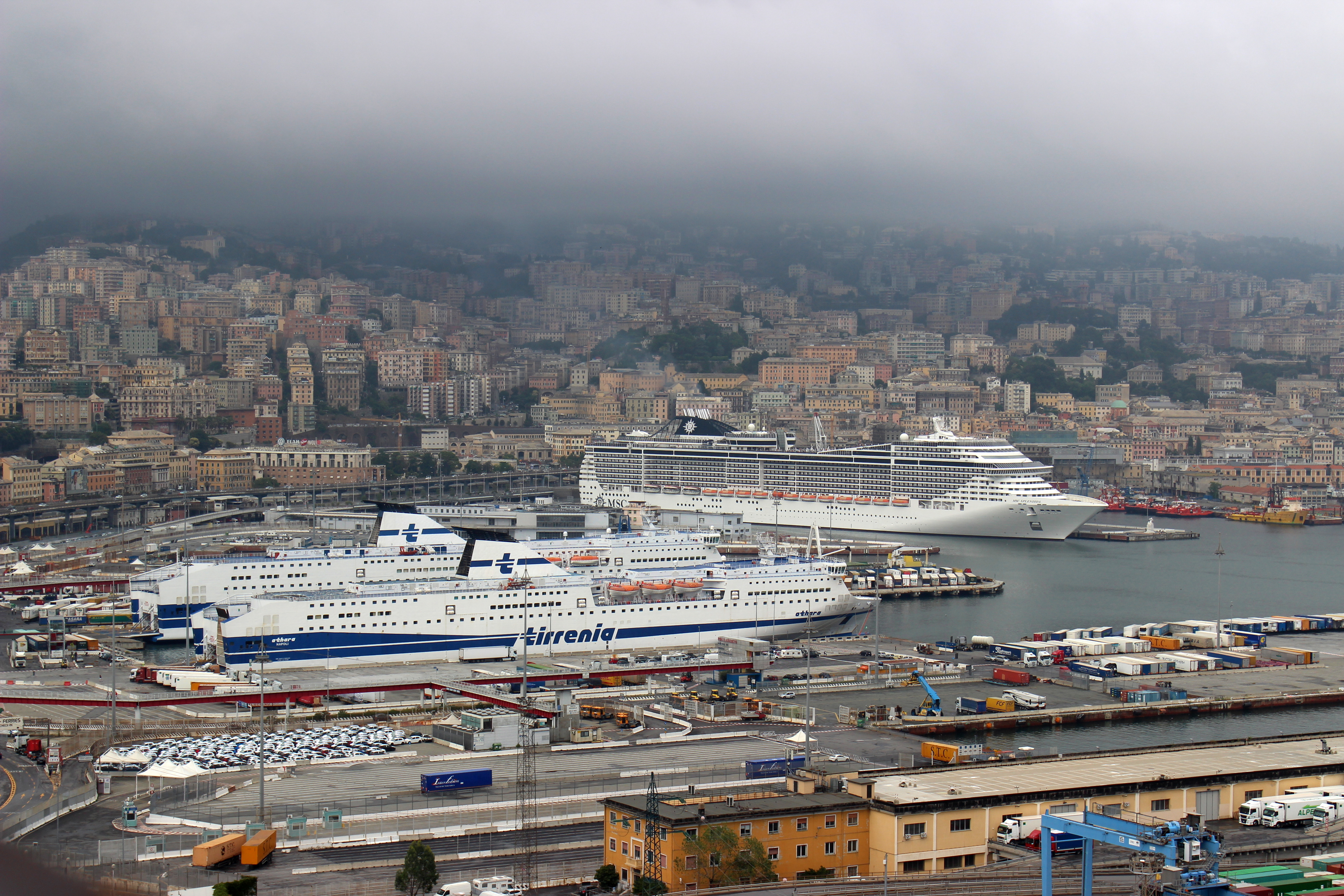
Schiffe im Hafen von Genua

Der Hafen von Genua ist hinsichtlich seines Containerumschlags einer der größten am Mittelmeer. Seine Bedeutung erhält er vor allem durch sein großes Hinterland, das die Industriegebiete von Mailand und Turin umfasst und bis in die Schweiz reicht, für das Genua den nächstgelegenen Seehafen darstellt. Der Ölhafen ist Ausgangspunkt der Anfang des Jahres 1997 stillgelegten Central European Line, die über die Alpen bis nach Ingolstadt (Bayern) führt. Im Hafen befindet sich der alte Schwimmkran „Langer Heinrich“ der ehemaligen Kriegsmarinewerft Wilhelmshaven. Der Hafen bietet Fährverbindungen von verschiedenen Reedereien (Aktuell tirrenia, Moby Lines, GNV und Cotunav ) nach Korsika (Bastia, Ajaccio), Sizilien, Nordafrika und vor allem nach Sardinien (Olbia, Porto Torres). Genua ist auch Anlaufhafen für Kreuzfahrten im Mittelmeer.

### Verkehr

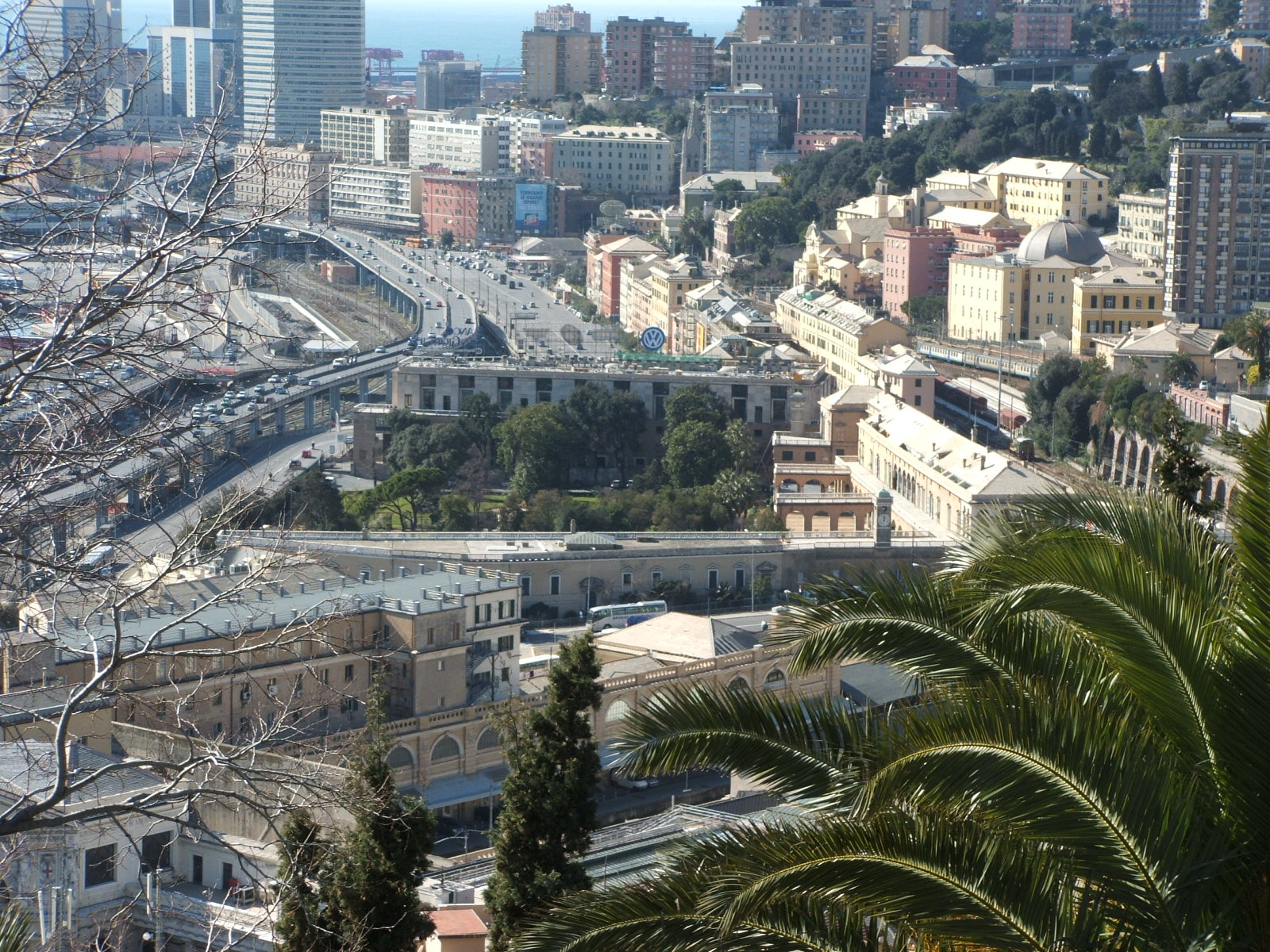
Blick auf die Sopraelevata und den Palazzo del Principe

#### Straßennetz

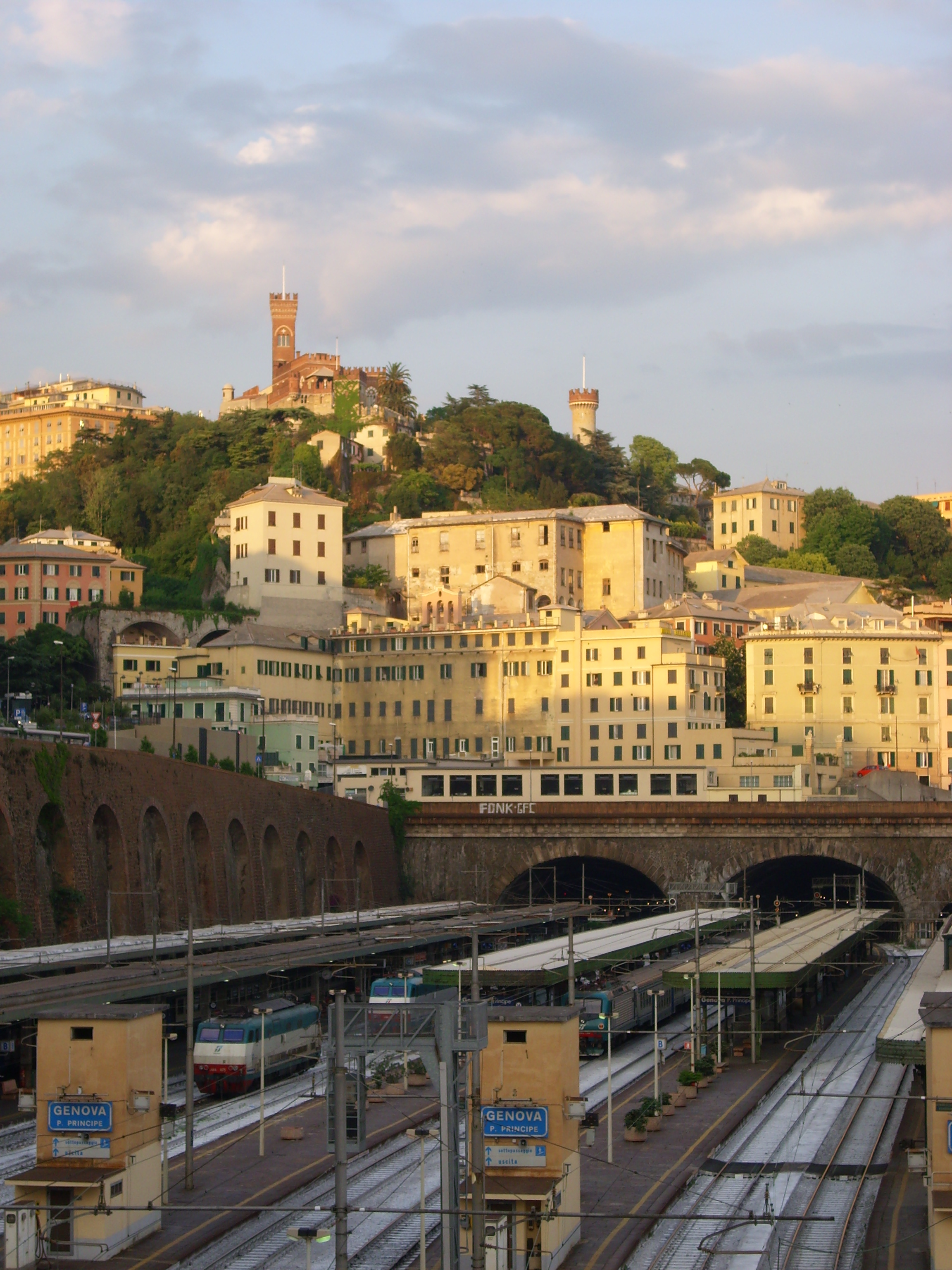
Bahnhof Genova Piazza Principe

Die ausschließlich dem Meer zugewandte Stadt erstreckt sich über einen relativ steil abfallenden Küstenstreifen und ist vom Hinterland des Apennin-Gebirges – abgesehen von zwei tief eingeschnittenen, nach Norden verlaufenden Tälern – vollkommen abgetrennt. Bedingt durch diese Topographie ist das Straßennetz der Stadt durch verschiedene fast horizontal den Höhenlinien folgende Hauptstraßenachsen gegliedert. Darüber hinaus werden die Hanglehnen in den tieferen Teilen der Stadt durch innerstädtische Tunnel durchschnitten. Ca. 5 km hinter der Küstenlinie verläuft in etwa 200 m Seehöhe die Autobahn A12, die das hier durch tief eingeschnittene Täler gegliederte Gelände (zum Beispiel bei Staglieno) mit Tunneln durchschneidet und im Val Polcevera auf die Autobahn A7 nach Mailand trifft. Von Sampierdarena schließlich führte eine weitere Autobahn, die A10, in westlicher Richtung über Savona, Imperia, San Remo und Monaco bis ins französische Nizza. Am 14. August 2018 stürzte die Brücke über den Polcevera, eine bedeutende Verbindung der A10, teilweise ein. In weniger als zwei Jahren Bauzeit entstand nach einem Entwurf von Renzo Piano ein Neubau, die Brücke Genova San Giorgio wurde am 5. August 2020 für den Verkehr freigegeben. Entlang des Hafens zieht sich die Stadtautobahn, die sogenannte Sopraelevata Aldo Moro, auf einem durchgehenden Viadukt, was dem Stadtbild zwar eher abträglich ist, die Altstadt und das Gelände des Porto Antico jedoch von einem Großteil des Ost-West-Verkehrs spürbar entlastet.

#### Bahnhöfe
Im Stadtgebiet von Genua befinden sich zwei größere Bahnhöfe, die beide von der Hauptstrecke Ventimiglia-La Spezia passiert werden. Letztere unterteilt sich in die Bahnstrecke Pisa–Genua in südliche Richtung und in die Bahnstrecke Genua–Ventimiglia in Richtung Westen. Im Besonderen ist der Bahnhof Genova Piazza Principe durch seine räumliche Konzeption beeindruckend, da er zwischen zwei Tunnelausgängen eingeschachtet ist und über einen beeindruckenden gründerzeitlichen Aufgang in die Stadt verfügt. Von hier aus verkehren alle überregionalen Züge, besonders in nördlicher Richtung (Mailand, Turin). Vom zweiten großen Bahnhof, der Genova Brignole, verkehren vor allem die vielen regionalen Züge entlang der ligurischen Küste und ins Hinterland. Isoliert im östlichen Teil der Altstadt befindet sich in unmittelbarer Nähe des eklektizistischen Castello Mackenzie auf ca. 80 Meter Seehöhe der Kopfbahnhof der meterspurigen Lokalbahn nach Casella (siehe: Ferrovia Genova–Casella). Das kleine Örtchen liegt ca. 20 Kilometer nördlich von Genua und ist vor allem für Wochenendausflügler ein beliebter Ausgangspunkt für Wanderungen ins nahezu menschenleere Hinterland der Hafenstadt.

#### Flughafen
An den europäischen Flugverkehr angeschlossen ist Genua seit dem 17. Juli 1985 durch den Flughafen Cristoforo Colombo, der wegen Platzmangels auf einer künstlich aufgeschütteten Halbinsel im Mittelmeer errichtet wurde. Der Flughafen liegt im Stadtteil Sestri Ponente, 6 km entfernt vom Zentrum Genuas. Er verfügt über eine 2915 m lange Asphaltpiste.
Bedeutung erlangt der Flughafen durch seine Verbindung zum Hafen von Genua. Das Passagieraufkommen im Jahr 2022 belief sich auf 1.222.888 Personen.

#### Öffentlicher Nahverkehr

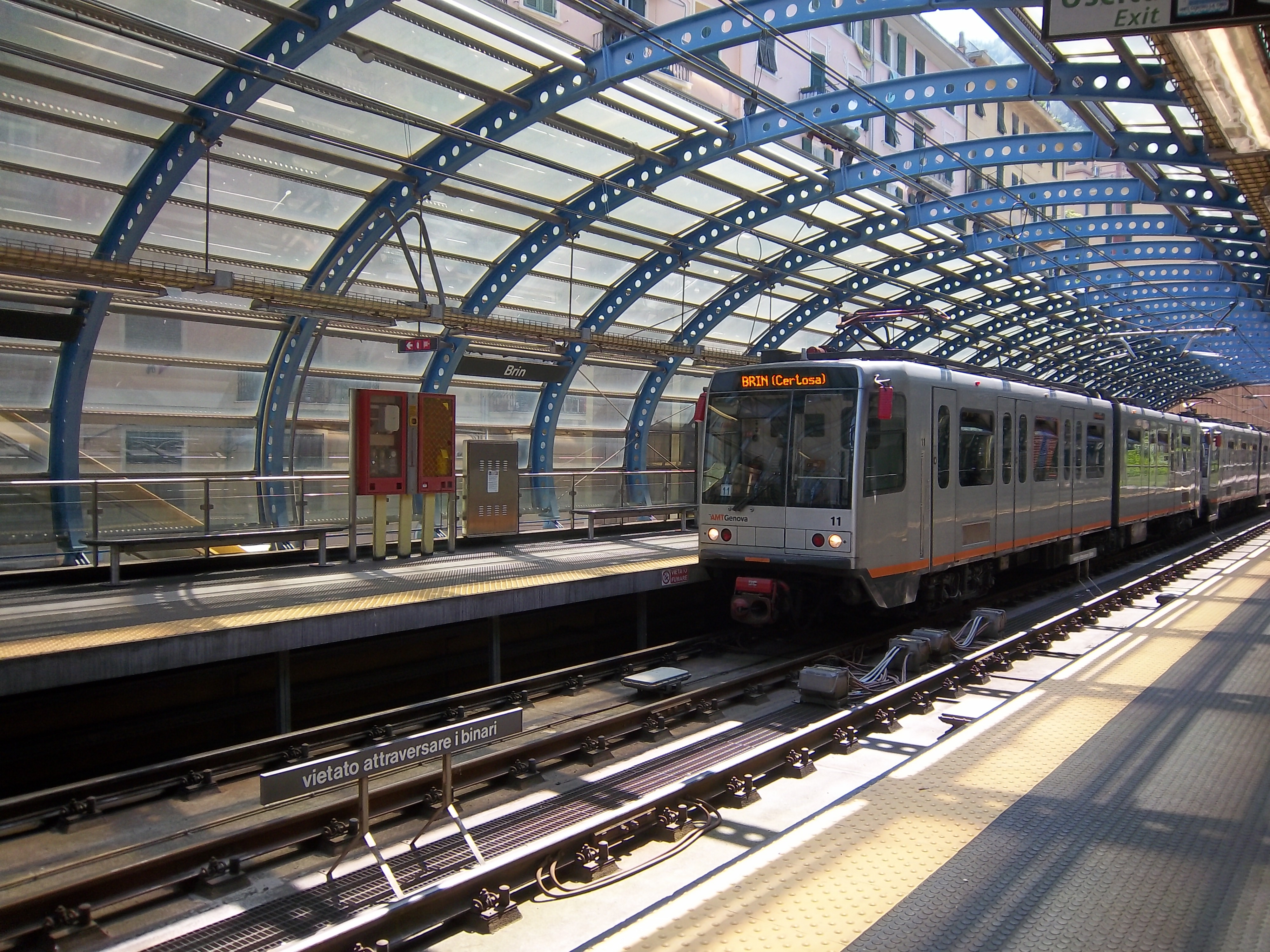
U-Bahn der Metropolitana di Genova

Der innerstädtische Personennahverkehr wird durch das städtische Verkehrsunternehmen AMT betrieben. Neben einem ausgedehnten Busnetz, einer Obuslinie und einer U-Bahn, der Metropolitana di Genova, befinden sich im Stadtgebiet mehrere Bergbahnen. Die größte davon ist die Standseilbahn auf den Righi, die nun schon seit mehr als 100 Jahren teilweise unterirdisch verlaufend die oberen Stadtviertel erschließt. Daneben existiert noch eine kleinere Standseilbahn sowie eine Zahnradbahn in den Villenort Granarolo. Die U-Bahn verfügt lediglich über eine einzige Linie mit sieben Stationen. Sie verläuft großteils unter dem engen, verwinkelten Altstadtzentrum. Die U-Bahn kann durch die Bürger Genuas seit 2024 kostenlos benutzt werden. Bis zum Jahr 1966 verfügte Genua über ein eigenes Straßenbahn-Netz. Der Straßenbahntunnel nach Brin wird heute durch die U-Bahn genutzt.
Eine Besonderheit stellen die zahlreichen Lifte (Ascensori) dar, die teilweise in Privathäusern enden bzw. unterwegs mit Schlüsselschalter private Gebäude erschließen, dabei aber vom Verkehrsunternehmen der Stadt betrieben werden. Nahe dem Bahnhof Piazza Principe befindet sich mit dem Ascensore Castello d'Albertis-Montegalletto eine der ungewöhnlichsten Lösungen des öffentlichen Nahverkehrs: der Lift führt zunächst in Form einer Standseilbahn durch einen rund 235 Meter langen Tunnel ins Bergesinnere, am Ende der Gleise fährt dieselbe Kabine schließlich wie ein Aufzug 70 Meter in die Höhe. Das schönste Panorama über die Altstadt und den Hafen bietet die Aussichtspromenade Belvedere Luigi Montaldo/Castelletto. Von der Piazza del Portello fährt u. a. der architektonisch überaus gelungene Aufzug Ascensore della Spianata Castelletto nach oben. Daneben gibt es auch noch Kuriositäten, wie zum Beispiel einen Fußgängertunnel, der einen Straßentunnel mit Ampelschaltung kreuzt.

### Medien
Seit 1810 besteht die Libreria Bozzi als älteste Buchhandlung Italiens. Genua ist Sitz der lokal erscheinenden Tageszeitung Il Secolo XIX.

## Sport

### Fußball

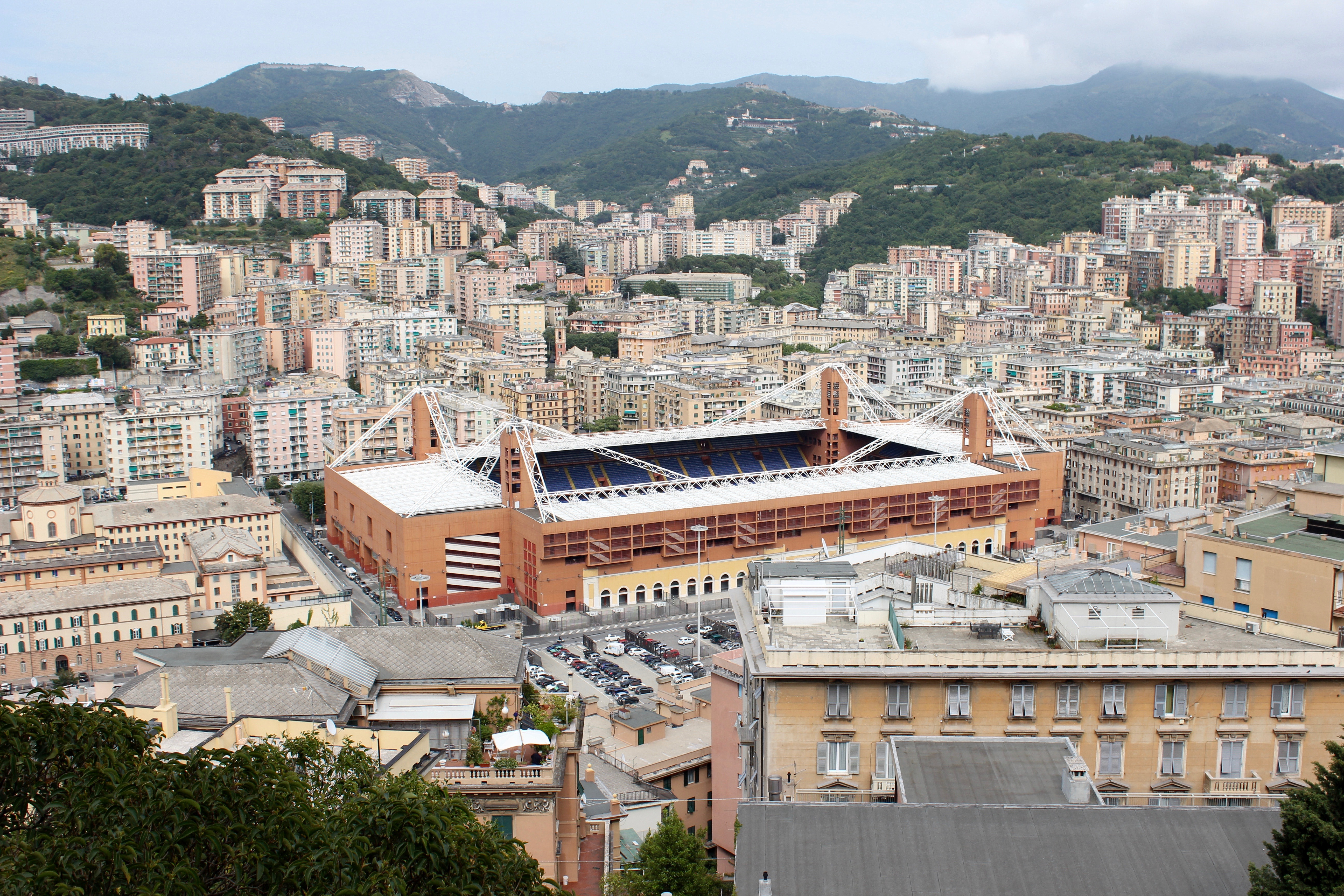
Das Stadio Luigi Ferraris im Stadtviertel Marassi

Genua beheimatet mit dem Genoa CFC und der U.C. Sampdoria zwei Fußballvereine, die beide in der Vergangenheit regelmäßig in der Serie A, der höchsten Spielklasse im italienischen Profifußball, spielten. Zur Saison 2024/25 spielt der Genoa CFC in der Serie A, Sampdoria in der Serie B, der zweithöchsten Spielklasse. Die Heimspiele werden von beiden Vereinen im Stadio Luigi Ferraris ausgetragen, das auch als Marassi bekannt ist – so heißt auch das Viertel, in dem das Stadion steht. Das „Derby della Lanterna“ gehört zu den vier wichtigsten Fußballderbys in Italien und ist vor allem für die farbenfrohen Choreografien der Fans bekannt.
Der Genoa Cricket and Football Club (auch einfach Genoa oder Genoa CFC) wurde 1893 von Engländern als Cricket- und Leichtathletikverein gegründet und bekam unter James Richardson Spensley 1897 eine eigene Fußballabteilung. Damit ist Genoa der älteste, noch aktive Fußballklub Italiens. Mit seinen neun Meisterschaftstiteln zählt der Verein zu den erfolgreichsten Mannschaften im italienischen Fußball. 2005 wurde der Verein in die dritte Liga (Serie C1) abgestuft, nachdem sich herausgestellt hatte, dass mindestens ein Spiel manipuliert worden war. In der Folge kam es zu Ausschreitungen, bei denen zwölf Polizisten bei Auseinandersetzungen mit circa 3.000 aufgebrachten Fans verletzt wurden. Seit 2023 spielt Genoa wieder in der Serie A.
Die Unione Calcio Sampdoria (auch einfach U.C. Sampdoria oder Sampdoria, im deutschsprachigen Raum bekannt als Sampdoria Genua) ist der zweite wichtige Fußballverein Genuas. Er entstand 1946 durch eine Fusion von SG Sampierdarenese und SG Andrea Doria, aus deren Namen sich auch der Vereinsname „Sampdoria“ ableitet, und spielte zeit seines Bestehens hauptsächlich in der Serie A. Der größte Erfolg des Vereins war der Gewinn der italienischen Meisterschaft in der Saison 1990/91, sowie der Gewinn des Europapokals der Pokalsieger 1989/90. 2010 spielte Sampdoria noch die Champions-League-Qualifikation. 2023 stieg Sampdoria als Tabellenletzter in die Serie B ab.

## Persönlichkeiten

Denkmal zu Ehren von Christoph Kolumbus beim Bahnhof Genova Piazza Principe

Bekannte Persönlichkeiten der Stadt sind in der Liste von Persönlichkeiten der Stadt Genua aufgeführt.

## Städtepartnerschaften
Genua listet zu folgenden acht Städten eine Gemeindepartnerschaft auf:
| Stadt     | Land               | seit |
| --------- | ------------------ | ---- |
| Baltimore | Vereinigte Staaten | 1985 |
| Beyoğlu   | Türkei             | 2013 |
| Chios     | Griechenland       | 1990 |
| Columbus  | Vereinigte Staaten | 1987 |
| Marseille | Frankreich         | 1958 |
| Odessa    | Ukraine            | 1979 |
| Rijeka    | Kroatien           | 2004 |
| Rjasan    | Russland           | 2016 |

## Sonstiges
Die Stadt Genua hat mit ihrem Namen zum Teil auf Umwegen Pate gestanden, unter anderem für die Bezeichnung Jeans. Deren Ursprung waren Stoffe aus Baumwolle, die aus der Gegend um Genua in die USA kamen. Aus der französischen Form des Städtenamens „Gênes“ machte die amerikanische Umgangssprache den Begriff „Jeans“. Das Adjektiv genuesisch lautet im Lateinischen januensis oder ianuensis („von Genua“). Auch die Anhänger des argentinischen Fußballclubs Boca Juniors, genannt Xeneizes, verdanken ihren Namen Genua, da der Club von ausgewanderten Genuesen gegründet wurde.
In Genua und seinem Hinterland wird noch die genuesische Sprache gesprochen, die sich zenéize nennt. Die Sprache ist aber vom Aussterben bedroht, da die jungen Generationen sie kaum sprechen.